# Conflit afghan
Cet article concerne le conflit afghan en cours depuis 1978. Pour un aperçu complet des conflits armés en Afghanistan, voir Guerre d'Afghanistan.
Guerre froide
Guerre contre le terrorisme
Batailles
- Révolution de Saur (1978)
- Insurrection d'Hérat (1979)
- Insurrection de Chindawol (1979)
- Insurrection de Bala Hissar (1979)
- Guerre d'Afghanistan (1979-1989)
- Guerre d'Afghanistan (1989-1992)
- Guerre d'Afghanistan (1992-1996)
- Guerre d'Afghanistan (1996-2001)
- Guerre d'Afghanistan (2001-2021)
- Conflit entre l'État islamique et les talibans (depuis 2015)
- Conflit du Panchir (depuis 2021)

Le conflit afghan (pachto : دافغانستان جنګونه ; persan : جنگ های افغانستان) est une série d'événements et de guerres qui maintiennent l'Afghanistan dans un état de guerre continu depuis 1978. L'instabilité du pays commence à l'époque de la république d'Afghanistan dans les années 1970, établie à la suite de l'effondrement du royaume d'Afghanistan lors du coup d'État de 1973 ; avec le renversement du monarque afghan Mohammad Zaher Shah, qui a régné pendant près de quarante ans, la période relativement paisible de l'histoire moderne de l'Afghanistan prenant fin. L'événement déclencheur du conflit en cours en Afghanistan est la révolution de Saur de 1978, qui renverse la république d'Afghanistan et établit la république démocratique d'Afghanistan. Les combats endémiques post-révolutionnaires à travers le pays conduiront finalement à une intervention militaire pro-gouvernementale de l'Union soviétique, déclenchant la guerre soviéto-afghane dans les années 1980.
Après le retrait soviétique à la fin de la guerre froide, les forces moudjahidines continuent à se battre contre le gouvernement, qui s'effondre en 1992. Incapable de parvenir à un accord sur une coalition gouvernementale, une guerre multifactionnelle éclate entre divers groupes de moudjahidines, avec de graves atrocités commises par de nombreuses factions. En 1996, les talibans, une milice soutenue par l'Inter-Services Intelligence pakistanais (ISI), capturent Kaboul et prennent le contrôle de la majeure partie du pays, déclarant un émirat islamique d'Afghanistan qui recevra peu de reconnaissance internationale. Cependant, une grande partie du nord de l'Afghanistan demeure aux mains de l'Alliance du Nord, la guerre se poursuivant entre les deux parties.
À la suite des attentats du 11 septembre 2001 aux États-Unis, une invasion menée par les Américains renverse le gouvernement taliban et rétablit un gouvernement de transition. Par la suite, une insurrection talibane est menée contre le gouvernement et une coalition dirigée par l'OTAN pendant près de vingt ans. Les talibans reprennent finalement la majeure partie de l'Afghanistan après le retrait des forces de l'OTAN en août 2021. Bien que l'état de guerre dans le pays ait pris fin en 2021, le conflit armé persiste dans certaines régions,, au milieu des combats entre les talibans et la branche locale de l'État islamique, ainsi qu'une insurrection républicaine anti-talibans.

## Liste des événements majeurs
- Révolution de Saur (1978) : renversement de la république d'Afghanistan et du président Mohammed Daoud Khan par le Parti démocratique populaire d'Afghanistan (PDPA). Création de la république démocratique d'Afghanistan, État socialiste aligné sur l'Union soviétique.
- Guerre soviéto-afghane (1979-1989) : intervention militaire des forces armées soviétiques en soutien au PDPA contre les rébellions à grande échelle. Les combats ont principalement eu lieu entre l'alliance soviéto-afghane et les moudjahidines afghans, soutenus par les États-Unis, le Royaume-Uni, le Pakistan, l'Arabie saoudite, la Chine et l'Iran, entre autres. Le conflit s'est terminé avec le retrait soviétique d'Afghanistan en 1989.
- Guerre civile afghane (1989–1992) : poursuite du conflit entre le gouvernement afghan et les moudjahidines afghans mais sans l'implication des forces soviétiques. L'Union soviétique a continué à soutenir financièrement le gouvernement afghan dans sa lutte, et de même, les factions moudjahidines ont continué à recevoir le soutien des États-Unis et du Pakistan. La république démocratique d'Afghanistan a survécu jusqu'aux batailles de Kaboul, au cours de laquelle les moudjahidines ont établi l'État islamique d'Afghanistan (EISA).
- Guerre civile afghane (1992-1996) : commence lorsque divers groupes de moudjahidines ont retiré leur soutien à l'EISA et commencé à se battre contre celui-ci, y compris le Hezb-e-Islami Gulbuddin, plus tard largement remplacé par les talibans et Al-Qaïda (soutenus par le Pakistan), Hezb-e Wahdat (soutenus par l'Iran) et Junbish-i Milli Islami (soutenus par l'Ouzbékistan). Les moudjahidines fidèles à l'État islamique d'Afghanistan ont reçu le soutien de l'Arabie saoudite. Le conflit s'achève avec la prise de contrôle de Kaboul et de la majeure partie du pays par les talibans en 1996, établissant le premier émirat islamique d'Afghanistan (IEA).
- Guerre civile afghane (1996–2001) : poursuite de la phase précédente de la guerre entre les milices fidèles à l'État islamique ou à l'émirat islamique dirigée par les talibans. Les loyalistes de l'EISA se réorganisent dans l'Alliance du Nord, y compris Hezb-e Wahdat et Junbish-i Milli Islami, qui s'opposaient auparavant à l'État islamique d'Afghanistan. Pendant la guerre, Al-Qaïda intensifie ses attaques terroristes contre les États-Unis, culminant avec les attentats du 11 septembre 2001, après quoi l'IEA perd la quasi-totalité du soutien international et la reconnaissance diplomatique du Pakistan, de l'Arabie saoudite et des Émirats arabes unis.
- Guerre en Afghanistan (2001-2021) : commence avec l'invasion de l'Afghanistan par les États-Unis le 7 octobre 2001. Renversement des talibans et création éventuelle de la république islamique d'Afghanistan internationalement reconnue. La guerre se transforme en une insurrection talibane, le gouvernement afghan et les troupes de la coalition dirigée par l'OTAN combattant les talibans réorganisés et sporadiquement d'autres groupes militants islamistes tels qu'Al-Qaïda, le réseau Haqqani, le Hezb-e-Islami Gulbuddin et l'État islamique au Khorassan. Les négociations bilatérales entre les talibans et les États-Unis aboutissent à un accord par lequel les troupes américaines et de l'OTAN se retirent au milieu de l'offensive des talibans de 2021, au cours de laquelle la république islamique tombe et les talibans établissent le deuxième émirat islamique d'Afghanistan.
- Conflit entre l'État islamique et les talibans (depuis 2015) : commencé en 2015, lorsque des groupes de dissidents talibans se sont organisés au sein de la branche locale de l'État islamique (à ne pas confondre avec l'ancien État islamique d'Afghanistan). Le groupe a attaqué les talibans ainsi que les troupes de l'OTAN, tout en ciblant principalement des civils. L'insurrection est toujours en cours.
- Insurrection républicaine en Afghanistan (depuis 2021) : commencé en 2021 lorsque les forces restantes fidèles à la République islamique déchue se sont réorganisées en Front national de résistance d'Afghanistan dans la vallée du Panchir. Malgré la reconnaissance internationale en tant que gouvernement légitime de l'Afghanistan, le Front national de résistance ne reçut aucun soutien étranger. Les forces talibanes capturent la vallée du Panchir en septembre 2021 et les dirigeants du Front national de résistance s'enfuient au Tadjikistan. Les combats se poursuivent entre l'armée nouvellement organisée des talibans et les petits résistants dispersés du Front national de résistance dans les provinces de Panchir et de Baghlan.

En 2014, les estimations varient entre 1 405 111 à 2 084 468 personnes tuées pendant la durée du conflit en Afghanistan,,,,.

## Prélude

### Royaume d'Afghanistan

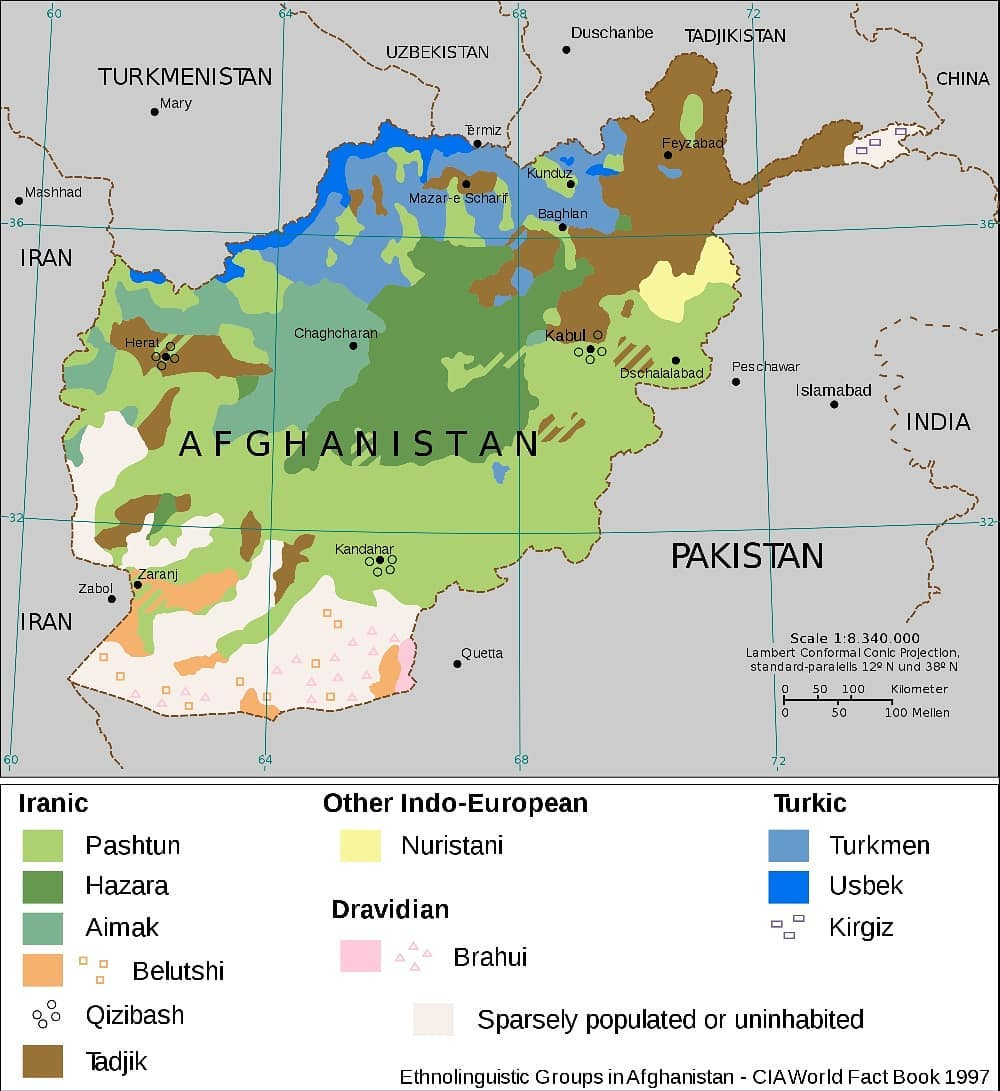
Carte de répartition des différents peuples de l'Afghanistan.

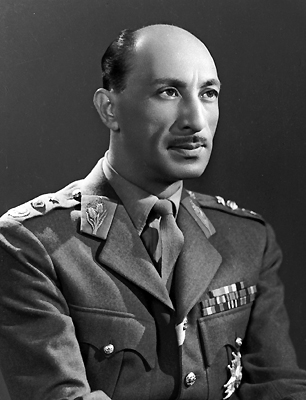
Zaher Shah, roi d'Afghanistan de 1933 à 1973 (photo de 1963).

Le royaume d'Afghanistan, pays montagneux et multiethnique — peuplé par des pachtounes, des ouzbeks, des tadjiks, des hazaras, des Aimaks, des Nouristanis et autres... — sert longtemps d'État tampon entre l'Empire russe et les Indes britanniques, qui avaient fixés ses frontières (la ligne Durand) lors du partage de l'Asie centrale au XIXe siècle. De 1933 à 1973, sous le règne du roi Zaher Shah, issu de la dynastie afghane des Barakzai, le pays connait une longue période de paix et de stabilité relative, bien qu'étant complétement isolé et arriéré,,. 
Après la partition des Indes de 1947, le gouvernement afghan commence à revendiquer les régions à majorité pachtounes et baloutches du Pakistan, ce qui lui aurait permis de se désenclaver et d'obtenir un accès à la mer d'Arabie. Ces positions irrédentistes isolent le pays, et à partir de 1955, tandis que le Pakistan se rapproche des États-Unis, l'Afghanistan se rapproche de l'URSS. L'union soviétique accorde à l'Afghanistan une aide importante, avec des crédits à taux d'intérêt très faible, d'importantes livraisons d'armes, construit ponts et routes, et forme de nombreux cadres et officiers, faisant basculer peu à peu le pays dans une situation de forte dépendance à son égard,.  
L'aide soviétique permet à Zaher Shah de moderniser son pays. Dans les années 1960, le pays se dote d'une véritable bureaucratie et d'une armée moderne, les villes changent rapidement, une classe moyenne citadine émerge, et les femmes se voient accordées les mêmes droits que les hommes, même si concrètement, seules les femmes des classes aisées peuvent commencer à s'émanciper quelque peu. l'Afghanistan devient même une monarchie constitutionnelle et tient des élections parlementaires limitées,. 
La relative libéralisation politique de cette époque permet dès 1965 la fondation d'un parti communiste afghan, le Parti démocratique populaire d'Afghanistan (PDPA), très proche de l'URSS. Il éclate vite en deux factions du fait de rivalités politiques et ethniques : d'un côté, le Khalq, radical et révolutionnaire, composé surtout de pachtounes et mené par Nour Mohammad Taraki et Hafizullah Amin ; de l'autre, le Parcham, plus modéré et réformiste, composé surtout de tadjiks et de daris, mené par Babrak Karmal et Mir Akhbar Khyber. 
Ces progrès masquent cependant un pays de plus en plus fragile : un fossé toujours plus grand se creuse entre les villes qui se modernisent, et les campagnes (où le gouvernement de Kaboul n'a toujours eu qu'une emprise relative), où les coutumes islamiques sont rigoureusement suivies, et où l'immense majorité de la population reste très pauvre et illettrée. Les interventions de plus en plus intrusives de l'État qui réduit le pouvoir des chefs tribaux, le nationalisme des pachtounes, et les récoltes catastrophiques de 1969 à 1971 entraînant une grande famine faisant des dizaines de milliers de morts, exaspèrent la population. En réaction, des mouvements islamistes commencent à se former, notamment le Jamiat-e-Islami soutenu par le Pakistan, et mené par Burhanuddin Rabbani, Gulbuddin Hekmatyar et son rival, Ahmed Chah Massoud ,.

### République d'Afghanistan
Zaher Shah est renversé par son cousin Mohammed Daoud Khan en juillet 1973, après le mécontentement général grandissant à l'égard de la monarchie,. Le pays connait plusieurs sécheresses et des accusations de corruption et de mauvaises politiques économiques sont portées contre la dynastie au pouvoir. Khan abolit la monarchie et proclame la république d'Afghanistan, devenant le premier président de l'Afghanistan, et est soutenu par le parcham, faction modérée du PDPA. La création de la république d'Afghanistan accroît les investissements soviétiques en Afghanistan et l'influence du PDPA dans les organes militaires et civils du gouvernement.
En 1975, le Jamiat-e-Islami, toujours soutenu par le Pakistan et l'Iran, tente une insurrection dans la région du panchir. C'est un échec, et ses dirigeants doivent fuir au Pakistan où ils forment des camps d'entraînement pour de prochaines actions contre le gouvernement de Daoud Khan. Une scission s'opère alors entre le Jamiat-e-Islami de Rabbani et Massoud, composé surtout de tadjiks et prônant une prise de pouvoir progressive, et l'Hezb-e-Islami d'Hekmatyar, composé surtout de pachtounes et prônant une prise violente du pouvoir. Daoud Khan tente alors de se rapprocher de l'Iran, de l'Arabie saoudite, et surtout du Pakistan, en abandonnant les revendications irrédentistes, souhaitant d'une part neutraliser les islamistes en les coupant de leurs soutiens pakistanais, et d'une autre part pour faire sortir son pays de sa dépendance envers l'URSS. Les ministres issus du parcham sont renvoyés du gouvernement, et remplacés par des éléments conservateurs, ce qui mène à la réconciliation des deux factions et à la réunification du PDPA en 1977,,. 

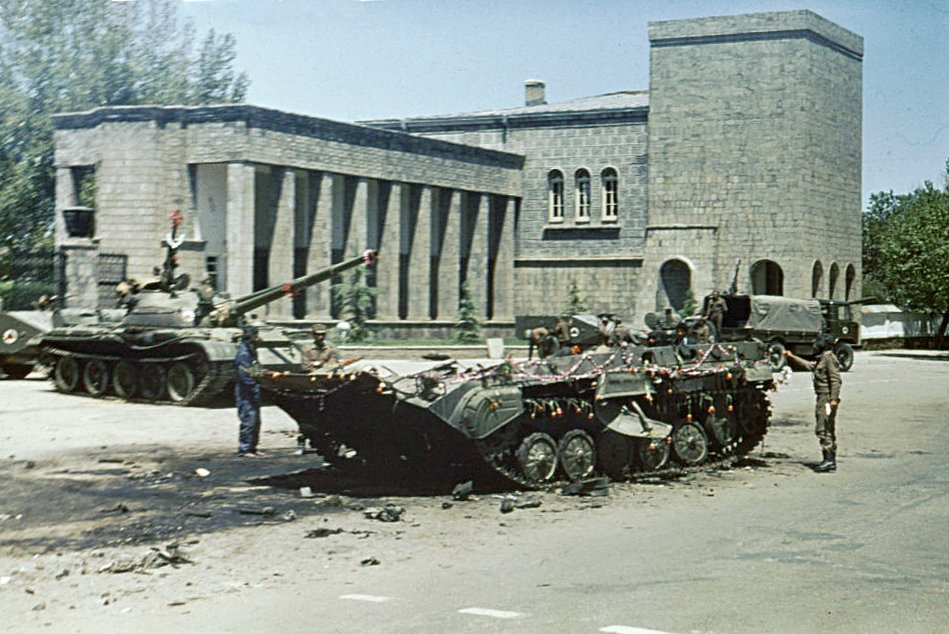
Scène au lendemain de la révolution de Saur.

Les évènements se précipitent en avril 1978 : à la suite de l'assassinat de Mir Akhbar Khyber, figure du parcham, le PDPA accuse le gouvernement d'avoir assassiné Khyber et organise une grande manifestation dans Kaboul. Daoud prend peur, annonce la dissolution du PDPA, et fait arrêter Karmal et Taraki puis Amin, qui a entretemps convaincu les officiers communistes d'agir les premiers avant d'êtres victimes d'une purge meurtrière. Le 27 avril 1978, le PDPA et les unités militaires fidèles au parti se révoltent et assassinent Khan, sa famille proche et ses gardes du corps lors d'un violent coup d'État pour prendre le contrôle de la capitale, Kaboul, la révolution de Saur. Le PDPA ayant choisi un week-end de vacances pour mener la révolution, alors que de nombreux employés du gouvernement étaient en congé, Khan n'a pas été en mesure d'activer pleinement les forces armées bien entraînées qui lui sont restées fidèles pour contrer le coup d'État.

## République démocratique d'Afghanistan

### Ère khalqiste

Drapeau du PDPA.

Le PDPA forme un nouveau gouvernement par le biais d'un « conseil révolutionnaire », qui tente d'équilibrer les deux factions concurrentes du Khalq et du Parcham. L'aile khalqiste, dirigée par le charismatique Nour Mohammad Taraki, devient le nouveau président, détient la suprématie au lendemain de la révolution et adopte un programme de réforme agraire, d'abolition des structures féodales et tribales et d'égalité pour les femmes. Le conseil ajoute également le terme « démocratique » au nom du pays de l'ère Daoud, devenant de fait la « république démocratique d'Afghanistan ». Bien que ces réformes aient été soutenues par l'armée et la population citadine, elles se sont opposées aux coutumes très traditionnelles, religieuses et tribales de l'Afghanistan rural, qui à leur tour ont conduit à une forte opposition rurale et cléricale au gouvernement et à divers soulèvements antigouvernementaux. À cette époque, le parti est influencé par Hafizullah Amin, qui fait pression sur Taraki, bien qu'étant lui-même khalqiste, purge les Parchamites du parti et commence à réprimer impitoyablement l'opposition politique. Par conséquent, une doctrine hostile à toute dissidence politique est adoptée, que ce soit à l'intérieur ou à l'extérieur du parti. Taraki, qui n'a régné que pendant environ un an, est assassiné en 1979 par Amin, qui prend ensuite la direction officielle du pays.
Amin est connu pour ses inclinations indépendantes et nationalistes et est également considéré par beaucoup comme un leader impitoyable. Il est accusé d'avoir tué des dizaines de milliers de civils afghans à Pul-e-Charkhi et dans d'autres prisons nationales tout en réprimant à la fois l'opposition et les Parchamites : 27 000 exécutions à motivation politique auraient eu lieu dans la seule prison de Pul-e-Charkhi,. Les Afghans tenaient généralement Amin personnellement responsable de la majeure partie de la répression, tandis que l'Union soviétique considérait son gouvernement comme illégitime, discrédité et voué à s'effondrer dans une guerre civile,.

### Intervention soviétique

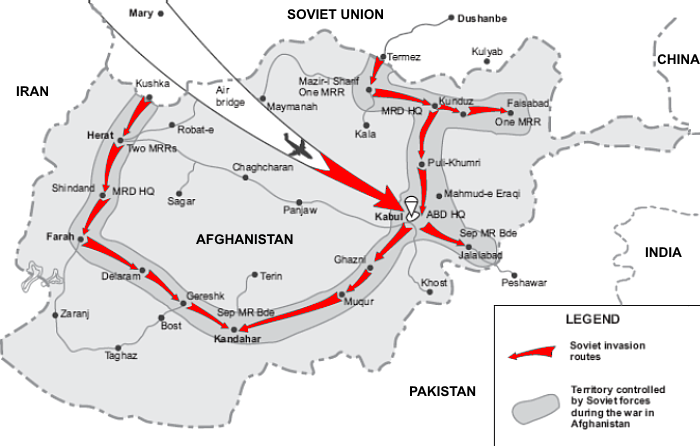
Carte de l'intervention soviétique en Afghanistan.

L'Union soviétique conclut une alliance avec la faction plus modéré du parcham, représenté par Babrak Karmal , envahissant l'Afghanistan le 24 décembre 1979 et ne rencontrant à l'origine qu'une résistance limitée. Amin est destitué du pouvoir quasi immédiatement, car celui-ci et 200 de ses gardes sont tués lors de l'opération Storm-333 le 27 décembre par l'armée soviétique Spetsnaz, remplacé par Karmal. Après le déploiement en Afghanistan, les forces soviétiques, que les habitants surnomment Shuravi, ainsi que les forces gouvernementales, commencent à s'engager dans une guerre anti-insurrectionnelle prolongée contre une large coalition de diverses forces insurgées anti-gouvernementales, qui à leur tour se font passer pour des moudjahidines — des guerriers saints islamiques.

#### Ère Karmal et Parchamite
Karmal déclare une amnistie générale pour les personnes emprisonnées pendant le règne de Taraki et Amin et restaure les symboles nationaux afghans à la place du drapeau rouge khalqiste. Il accorde également plusieurs concessions à des chefs religieux et restaure au moins partiellement des biens saisis lors de la réforme agraire khalqiste initiale. Cependant, l'opposition demeure insatisfaite, car le considérant, au vu de son ascension au pouvoir lors de l'intervention soviétique comme une « marionnette soviétique », et poursuit ainsi l'insurrection contre le gouvernement.

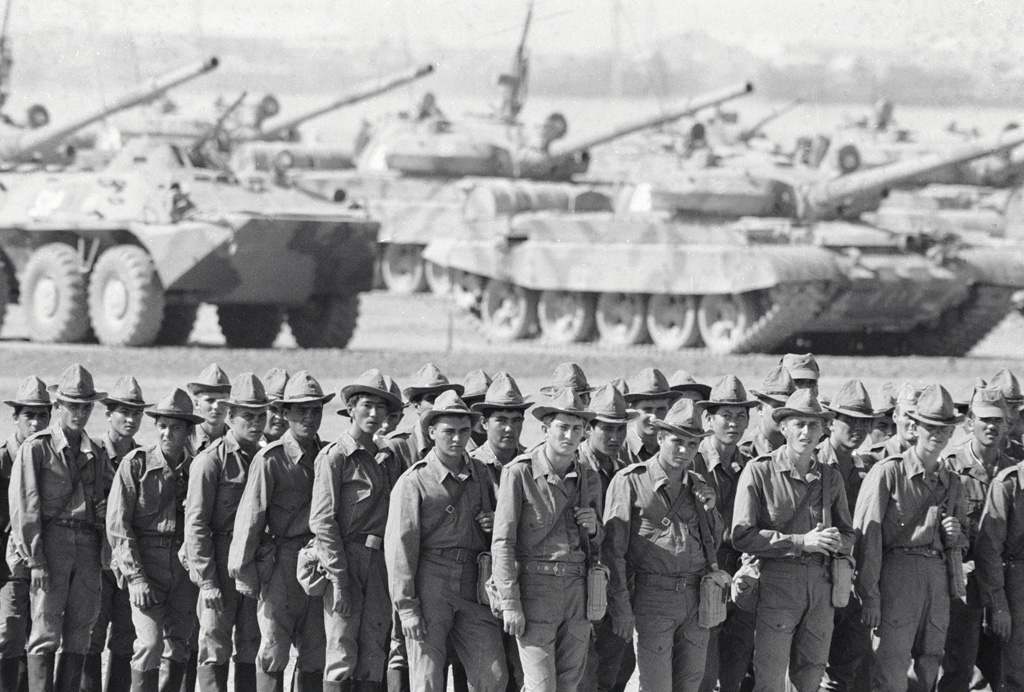
Les troupes soviétiques rentrant d'Afghanistan pendant la guerre soviéto-afghane en octobre 1986.

Le gouvernement soviétique se rend compte qu'une solution militaire au conflit nécessitera beaucoup plus de troupes. Pour cette raison, ils discutent des retraits de troupes et recherchent une solution politique et pacifique dès 1980, mais ne prendront jamais de mesures sérieuses dans cette direction jusqu'en 1988. Les premiers rapports militaires soviétiques confirment les difficultés rencontrées par l'armée soviétique lors des combats sur le terrain montagneux, pour lesquels l'armée soviétique n'a aucune formation. Les parallèles avec la guerre du Viêt Nam sont fréquemment évoqués par les officiers de l'armée soviétique.

#### Najibullah, réconciliation nationale et retrait soviétique
Les échecs politiques et l'impasse qui suit l'intervention soviétique conduisent les dirigeants soviétiques à devenir très critiques à l'égard du leadership de Karmal. Sous Mikhaïl Gorbatchev, l'Union soviétique retire du pouvoir Karmal pour le remplacer par Mohammad Najibullah. Le règne de Karmal est considérée comme un échec par l'Union soviétique en raison de la montée de la violence et de la criminalité sous son administration. Najibullah, un autre Parchamite, tente de mettre fin à l'insurrection grâce à une politique d'accommodement et de partage du pouvoir connue sous le nom de Réconciliation Nationale (en). Il renverse plusieurs des réformes impopulaires de son prédécesseur, abolit le système de parti unique, rétablit l'islam comme religion d'État (tout en conservant une configuration juridique et politique assez laïque), remplace le Conseil révolutionnaire par une présidence républicaine et un parlement bicaméral, retire de l'emblème national du pays les symboles communistes jugés « provocateurs » à l'opposition, supprime le préfixe « démocrate » du nom du pays, offre l'amnistie aux combattants moudjahidines et appelle à un cessez-le-feu de six mois au cours duquel les combats cesseront en échange de négociations politiques destiné à créer un gouvernement de coalition entre le PDPA et divers groupes rebelles pour tenter de mettre fin à la crise du pays.
Les pourparlers échouent à réconcilier le gouvernement et les moudjahidines, bien qu'il soit noté qu'ils ont accru la popularité du gouvernement dans les zones urbaines, stabilisé les forces armées et conduit à une série de défections de combattants moudjahidines désabusés vers les milices gouvernementales. Malgré cela, le seul groupe d'insurgés à s'être entièrement réconcilié avec le gouvernement est le Hezbollah afghan dominé par les chiites. Un boycott des moudjahidines des élections de 1988, qui sont les premières élections afghanes à autoriser des partis politiques concurrents, déjoue la tentative de Najibullah de reconstruire le parlement national, qui ordonne à son tour de laisser vacant 50 sièges pour les offrir aux moudjahidines s'ils décident de se réconcilier à une date ultérieure. De plus, bien que s'étant présenté personnellement comme un musulman pieux et ayant rétabli le statut juridique de l'islam, le gouvernement de Najibullah n'a pas été en mesure d'acquérir les mêmes références islamiques exercées par les forces moudjahidines, signifiant que bon nombre de ses réformes n'avaient pas autant réussi à convaincre la population rurale et tribale pieuse et conservatrice qu'espéré par Najibullah. Plus important encore, Najibullah a supervisé le retrait des forces soviétiques d'Afghanistan. Le retrait devait se faire conformément aux accords de Genève, qui impliquaient un retrait complet des forces soviétiques d'Afghanistan en échange de la fin du soutien américain et pakistanais aux moudjahidines.

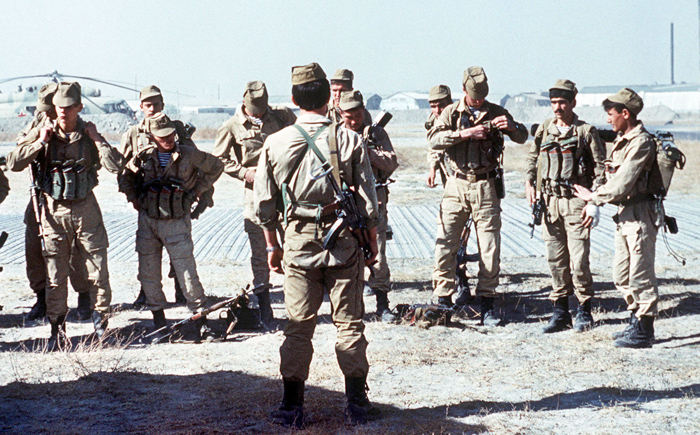
Soldats Spetsnaz de l'armée de terre soviétique se préparant pour une mission en 1988.

Tout au long du retrait soviétique d'Afghanistan, des convois de troupes sont attaqués par des combattants rebelles afghans. Au total, 523 soldats soviétiques sont tués lors du retrait. Le retrait total de toutes les troupes soviétiques d'Afghanistan est achevé en février 1989. Le dernier soldat soviétique à partir est le lieutenant-général Boris Gromov, chef des opérations militaires soviétiques en Afghanistan au moment de l'invasion soviétique. Au total, 14 453 soldats soviétiques sont morts pendant la guerre soviéto-afghane. Malgré le retrait des forces soviétiques, les moudjahidines refusent de respecter les accords car n'étant pas parties prenantes aux négociations. De plus, les États-Unis reviennent sur leur accord et continuent à financer les groupes d'insurgés même après le retrait soviétique. Le gouvernement de Najibullah s'est en outre plaint à l'ONU que le Pakistan a également continué à approvisionner, entraîner et armer les forces rebelles combattant son gouvernement.
La guerre soviétique a eu un impact néfaste sur l'Afghanistan. La mort de près de 2 millions d'Afghans pendant la guerre est qualifiée de « génocide » par un certain nombre de sources,,. Cinq à dix millions d'Afghans ont fui vers le Pakistan et l'Iran, soit 1/3 de la population d'avant-guerre du pays, et 2 autres millions ont été déplacés à l'intérieur du pays. La province frontalière du nord-ouest du Pakistan a fonctionné comme une base organisationnelle et de réseau pour la résistance afghane anti-soviétique, les influents oulémas deobandi de la province jouant un rôle de soutien majeur dans la promotion du djihad.

### Dernières années

#### Stabilisation initiale

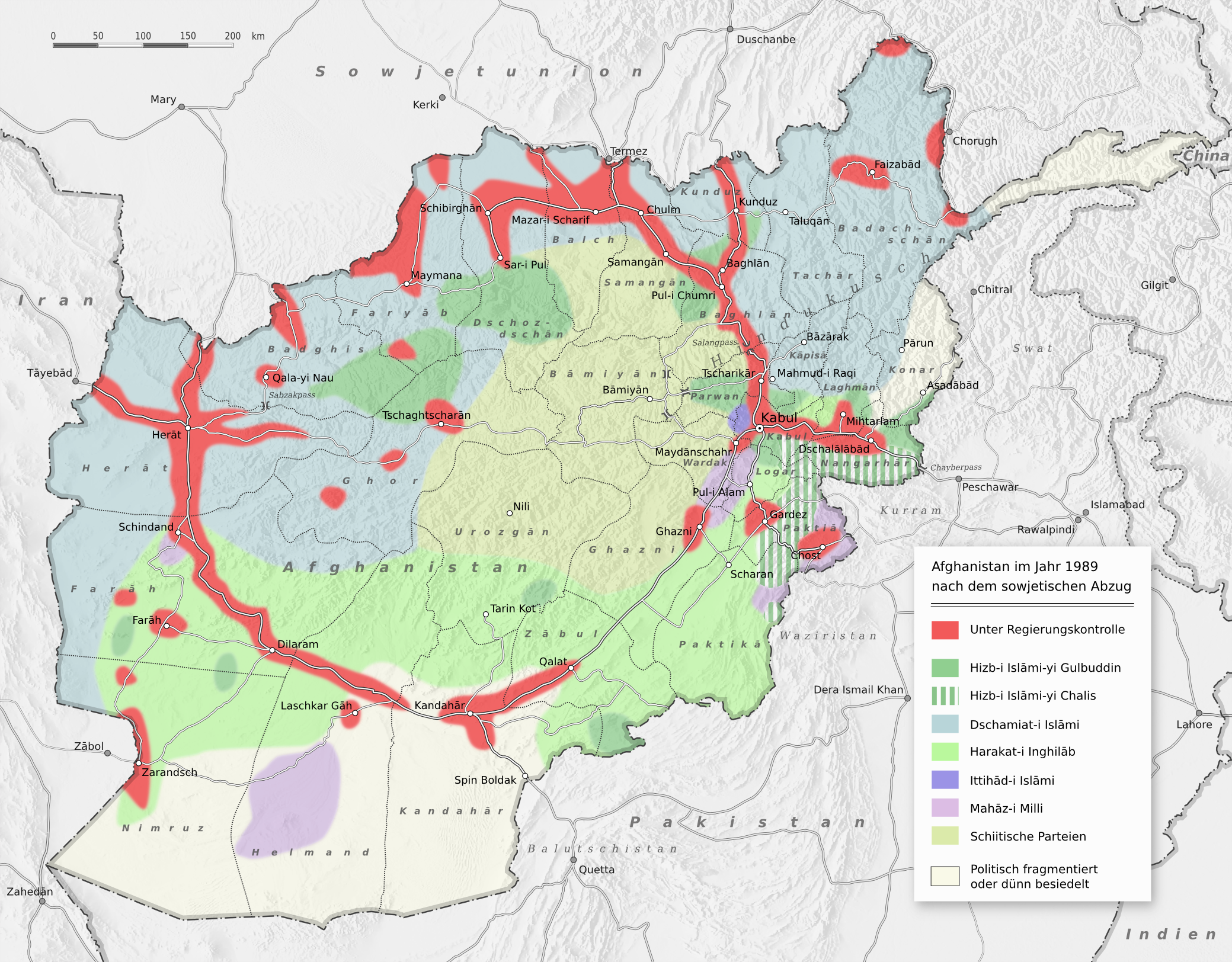
Situation en 1989.

Après le retrait soviétique, la république d'Afghanistan sous Najibullah continue à faire face à la résistance des diverses forces moudjahidines et institue l'état d'urgence alors qu'il se prépare à repousser seul l'opposition armée. Néanmoins, Najibullah reçoit des fonds et des armes de l'Union soviétique jusqu'en 1991, date de l’effondrement de l'URSS. Pendant plusieurs années, l'armée afghane a en fait augmenté son efficacité au-delà des niveaux jamais atteints pendant la présence militaire soviétique. L'armée afghane parvient à faire ses preuves au combat lors de la bataille de Jalalabad en 1989, où elle vainc un assaut majeur sur la ville par les forces moudjahidines avec le soutien américain et pakistanais, leur infligeant plus de 3 000 pertes. De plus, elle parvient à passer à l'offensive, prévenant plusieurs autres attaques et empêchant l'effondrement du gouvernement auquel s'attendaient les décideurs politiques américains et pakistanais. Cela augmente considérablement le moral de l'armée et démoralise les groupes rebelles, qui ont espéré une victoire rapide après le retrait soviétique,.

#### Parti Watan et tentative de coup d'État
En 1990, Najibullah réforme le PDPA sous le nouveau nom de parti Watan, qui rejette le marxisme-léninisme en faveur du nationalisme afghan de gauche. Ce changement n'aura pas l'effet escompté, car cela ne conduira pas à une baisse significative de l'opposition, mais provoque la colère de plusieurs membres de son parti, non seulement des khalqistes mais aussi des pro-Karmal Parchamites, qui l'accuse d'avoir concédé trop de gains de la révolution de Saur aux moudjahidines. Najibullah rejette les accusations, déclarant que ses actions ont été commises dans le but de préserver et de protéger les acquis de la révolution, et non de les sacrifier. Quoi qu'il en soit, ces réformes provoquent de nouvelles divisions au sein du parti au pouvoir. Ces tensions débordent lors de la tentative de coup d'État afghan de 1990, au cours de laquelle un groupe de Khalqistes désabusés, dirigé par le ministre de la Défense Shahnawaz Tanai, tente de renverser Najibullah avec l'aide du Hezb-e Islami Gulbuddin et le soutien extérieur du Pakistan. Le coup d'État échoue mais conduit de nombreux officiers pro-khalqistes à fuir le pays ou à être limogés par Najibullah, affaiblissant considérablement les forces armées afghanes. L'instabilité qui en résulte conduira à une défaite lors du siège de Khost un an plus tard aux mains des forces moudjahidines soutenues par le Pakistan après dix ans de violents combats.

#### Chute
Un autre coup est porté à son gouvernement à la fin de 1991, la dissolution de l'Union soviétique signalant la fin de l'aide étrangère à l'Afghanistan de Najibullah, le président russe Boris Eltsine n'ayant ni les ressources ni le désir d'aider le gouvernement afghan. De plus, l'Afghanistan étant enclavé et ne disposant pas de son propre approvisionnement en carburant, l'armée de l'air afghane, relativement moderne et redoutable, s'est essentiellement retrouvée bloquée par un manque de carburant, ce qui a rendu d'autant plus difficile l'approvisionnement de l'armée et de divers les milices pro-gouvernementales se sont répandues dans la géographie difficile de l'Afghanistan, provoquant par conséquent une augmentation considérable des désertions. Quelques mois plus tard et alors que la guerre se poursuit, Najibullah offre la démission de tout son gouvernement et exprime son soutien à un plan des Nations Unies pour une administration de transition comprenant à la fois le parti Watan et tous les groupes moudjahidines du pays. Cette annonce entraîne la désertion de nombre de ses propres partisans, qui craignaient la fin de son gouvernement.
Dans ces circonstances, Abdul Rashid Dostum, un général de l'armée de premier plan, créé une alliance avec le Shura-e Nazar d'Ahmed Chah Massoud et s'est retourné contre Najibullah, emmenant avec lui plus de 40 000 soldats auparavant pro-gouvernementaux. Najibullah envoie un général de l'armée de haut rang pour parler à Dostum et tenter de sauver la situation, seulement pour apprendre que le général avait également fait défection, aux côtés de son propre ministre des Affaires étrangères,. Ces défections dévastent le moral des forces armées afghanes et une grande partie du gouvernement et des forces armées afghanes capitulent devant les forces de Massoud au début de 1992. En avril, Najibullah déclare qu'il remettra le pouvoir à un conseil de transition de sept membres et qu'il démissionnera immédiatement. Les forces moudjahidines fidèles à Massoud et Dostum sont entrées et ont capturé Kaboul peu de temps après, conduisant à la fin définitive du régime PDPA / Watan en Afghanistan.
Najibullah est mis en sécurité par le bureau de l'ONU à Kaboul. Il obtient l'asile politique en Inde mais est empêché de partir par les forces fidèles à Massoud, Dostum et Hekmatyar. Pour cette raison, il est contraint de rester dans le bâtiment de l'ONU jusqu'à ce qu'il soit capturé, traîné d'un camion, castré et exécuté par les talibans plusieurs années plus tard. Après la défaite soviétique, le Wall Street Journal nomme Massoud « l'Afghan qui a gagné la guerre froide ». Il a vaincu les forces soviétiques neuf fois dans sa région natale de la vallée du Panchir, dans le nord-est de l'Afghanistan.
Le Pakistan tente d'installer Gulbuddin Hekmatyar au pouvoir en Afghanistan malgré l'opposition de tous les autres commandants et factions moudjahidines. Dès octobre 1990, l'Inter-Services Intelligence conçoit un plan pour Hekmatyar afin de mener un bombardement massif de la capitale afghane Kaboul avec d'éventuelles forces de l'ordre pakistanaises. Ce plan unilatéral ISI-Hekmatyar vint, bien que les trente commandants moudjahidines les plus importants convainquirent de tenir une conférence incluant tous les groupes afghans pour décider d'une stratégie future commune. Peter Tomsen rapporte que la protestation des autres commandants moudjahidines est vue comme une « tempête de feu ». Ahmed Zia Massoud, le frère d'Ahmad Shah Massoud, déclare que sa faction s'oppose fermement au plan et, comme d'autres factions, prendra des mesures si des « troupes pakistanaises renforcent Hekmatyar ». Abdul Haq fut tellement en colère contre le plan de l'ISI qu'il était « rouge au visage ». Nabi Mohammad, un autre commandant, souligne que « les 2 millions de Kaboul ne pourront pas échapper au bombardement à la roquette d'Hekmatyar — il y aura un massacre ». Selon les représentants de Massoud, Haq et Wardak, « le bombardement de Kaboul par Hekmatyar ... produira un bain de sang civil ». Les États-Unis font finalement pression sur le Pakistan afin d'arrêter le plan de 1990, qui sera ensuite annulé en 1992.

## État islamique et ingérence étrangère

Drapeau du Hezb-e Islami. Tous les partis politiques afghans sont unifiés sous l'État islamique d'Afghanistan en avril 1992, à l'exception du Hezb-e Islami dirigé par Gulbuddin Hekmatyar. Le Hezb-e Islami, soutenu par le Pakistan, lancé une campagne de bombardements massifs contre l'État islamique.

Après la chute du gouvernement de Najibullah en 1992, les partis politiques afghans s'entendent sur un accord de partage du pouvoir, l'accord de Peshawar. L'accord créé l'État islamique d'Afghanistan et nomme un gouvernement intérimaire pour une période de transition suivie d'élections démocratiques générales. Human Rights Watch déclare : « La souveraineté de l'Afghanistan est officiellement dévolue à l'État islamique d'Afghanistan, une entité créée en avril 1992, après la chute du gouvernement Najibullah soutenu par les Soviétiques. [...] À l'exception du Hezb-e Islami de Gulbuddin Hekmatyar, tous les partis [...] sont ostensiblement unifiés sous ce gouvernement en avril 1992. [...] Le Hezb-e Islami de Hekmatyar, pour sa part, refuse de reconnaître le gouvernement pendant la majeure partie de la période évoquée dans ce rapport et lance des attaques contre les forces gouvernementales et Kaboul en général. [...] Des obus et des roquettes tombent partout ».
Hekmatyar reçoit un soutien opérationnel, financier et militaire du Pakistan. Dans Modern Afghanistan: A History of Struggle and Survival, l'expert afghan Amin Saikal déclare que « le Pakistan tient à se préparer pour une percée en Asie centrale. [...] Islamabad ne peut pas s'attendre à ce que les nouveaux dirigeants du gouvernement islamique [...] subordonnent leurs propres objectifs nationalistes afin d'aider le Pakistan à réaliser ses ambitions régionales. [...] Sans le soutien logistique de l'ISI et la fourniture d'un grand nombre de roquettes, les forces d'Hekmatyar n'auront pas été en mesure de cibler et de détruire la moitié de Kaboul ».
En outre, l'Arabie saoudite et l'Iran, en tant que concurrents pour l'hégémonie régionale, soutiennent des milices afghanes hostiles les unes envers les autres. Selon Human Rights Watch, l'Iran aide les forces chiites Hazaras Hezb-i Wahdat d'Abdul Ali Mazârî, alors que l'Iran tente de maximiser la puissance et l'influence militaires de Wahdat,,. L'Arabie saoudite soutient le wahhabite Abdul Rasul Sayyaf et sa faction Ittihad-i Islami,. Le conflit entre les deux milices se transforme rapidement en une guerre à grande échelle. Une publication de l'Université George Washington décrit la situation : « [L]es forces extérieures ont vu l'instabilité en Afghanistan comme une opportunité de faire pression sur leurs propres programmes politiques et de sécurité ».
En raison du déclenchement soudain de la guerre, les départements gouvernementaux, les unités de police ou un système de justice et de responsabilité pour le nouvel État islamique d'Afghanistan n'ont pas le temps de se former. Des atrocités sont commises par des individus des différentes factions armées tandis que Kaboul sombre dans l'anarchie et le chaos, comme le décrivent les rapports de Human Rights Watch et de l'Afghanistan Justice Project,. En raison du chaos, certains dirigeants n'ont de plus en plus qu'un contrôle nominal sur leurs (sous-)commandants. Les civils font face à de l'insécurité grandissante comme le meurtre, le viol et l'extorsion. On estime que 25 000 personnes sont mortes pendant la période de bombardement la plus intense par le Hezb-i Islami de Hekmatyar et les forces Junbish-i Milli de Dostum, qui ont créé une alliance avec Hekmatyar en 1994. Un demi-million de personnes fuient l'Afghanistan. Human Rights Watch écrit : « De rares cessez-le-feu, généralement négociés par des représentants d'Ahmad Shah Massoud, de Sibghatullah Mojaddedi ou de Burhanuddin Rabbani [le gouvernement intérimaire], ou des responsables du Comité international de la Croix-Rouge, s'effondrent généralement en quelques jours ».

### L'arrivée au pouvoir des talibans
Le sud de l'Afghanistan n'est pas sous le contrôle de milices soutenues par l'étranger ni sous le contrôle du gouvernement de Kaboul ; au lieu de cela, il est dirigé par des dirigeants locaux tels que Gul Agha Sherzai et leurs milices. En 1994, les talibans (un mouvement issu des écoles religieuses Jamiat Ulema-e-Islam pour les réfugiés afghans au Pakistan) se développent également en Afghanistan en tant que force politico-religieuse, apparemment en opposition à la tyrannie du gouverneur local. Le mollah Omar commence son mouvement avec moins de 50 étudiants de médersa armés dans sa ville natale de Kandahar. Lorsque les talibans prennent le contrôle de la ville en 1994, ils forcent la reddition de dizaines de dirigeants pachtounes locaux ayant présidé à une situation d'anarchie totale et d'atrocités. En 1994, les talibans prennent le pouvoir dans plusieurs provinces du sud et du centre de l'Afghanistan.

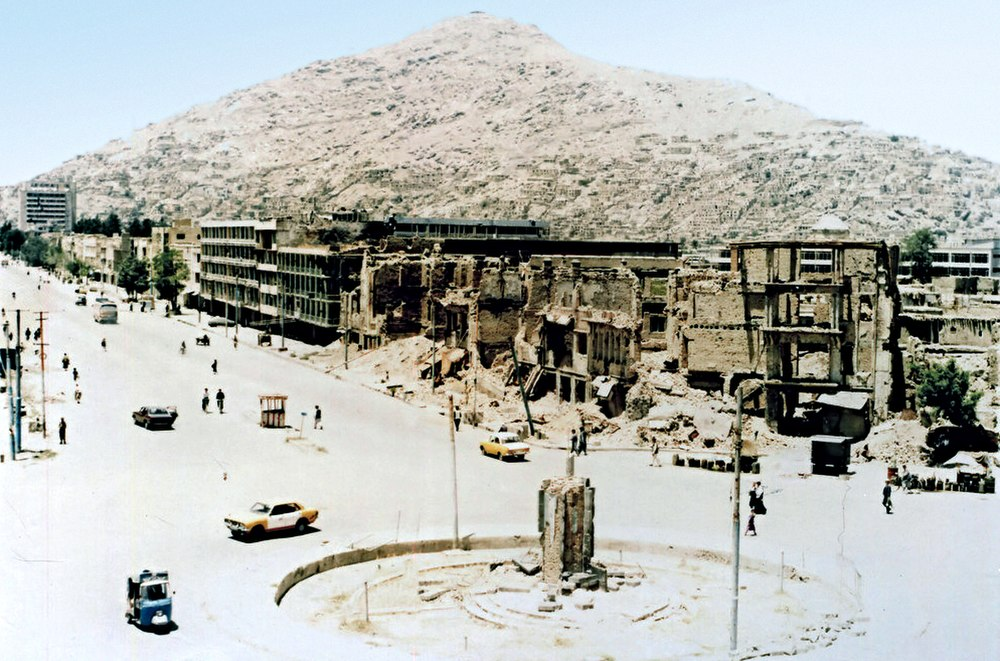
Ruines à Kaboul en 1993.

À la fin de 1994, la plupart des factions de la milice (Hezb-i Islami, Junbish-i Milli et Hezb-i Wahdat) qui ont combattu dans la bataille pour le contrôle de Kaboul sont vaincues militairement par les forces du secrétaire à la Défense de l'État islamique Massoud. Le bombardement de la capitale s'arrête,,. Massoud tente de lancer un processus politique à l'échelle nationale dans le but de consolidation nationale et d'élections démocratiques, invitant également les talibans à se joindre au processus. Massoud réunit des personnalités politiques et culturelles, des gouverneurs, des commandants, des ecclésiastiques et des représentants pour parvenir à un accord durable. Massoud, comme la plupart des Afghans, voit dans cette conférence un petit espoir de démocratie et d'élections libres. Son favori pour la candidature à la présidence était le Dr Mohammad Yusuf, le premier Premier ministre démocrate sous Zahir Shah, l'ancien roi. Lors de la première réunion, des représentants de 15 provinces afghanes différentes se rencontrent, et lors de la deuxième réunion, déjà 25 provinces participantes sont dénombrés. Massoud se joint non armé pour parler à plusieurs dirigeants talibans à Maidan Shar, mais les talibans refusent de se joindre à ce processus politique. Lorsque Massoud revient sain et sauf, le chef taliban l'ayant reçu en tant qu'invité le paya de sa vie : il est tué par d'autres talibans de hauts rangs pour ne pas avoir exécuté Massoud alors qu'il en avait la possibilité.
Les talibans commencent à bombarder Kaboul au début de 1995 mais sont vaincus par les forces du gouvernement de l'État islamique sous Massoud. Amnesty International, se référant à l'offensive talibane, écrit dans un rapport de 1995 : « C'est la première fois depuis plusieurs mois que des civils de Kaboul deviennent la cible d'attaques à la roquette et de bombardements visant des zones résidentielles de la ville ». Les premières victoires des talibans en 1994 sont suivies d'une série de défaites ayant entraîné de lourdes pertes. Le Pakistan apporte un soutien solide aux talibans. De nombreux analystes comme Amin Saikal décrivent les talibans comme se développant en une force de procuration pour les intérêts régionaux du Pakistan, ce que les talibans nient. Le 26 septembre 1996, alors que les talibans, avec le soutien militaire du Pakistan et le soutien financier de l'Arabie saoudite, se préparent à une autre offensive majeure, Massoud ordonna une retraite complète de Kaboul. Les talibans s'emparent de Kaboul le 27 septembre 1996 et créent l'émirat islamique d'Afghanistan.

## Émirat taliban contre le Front uni

### Offensives des talibans

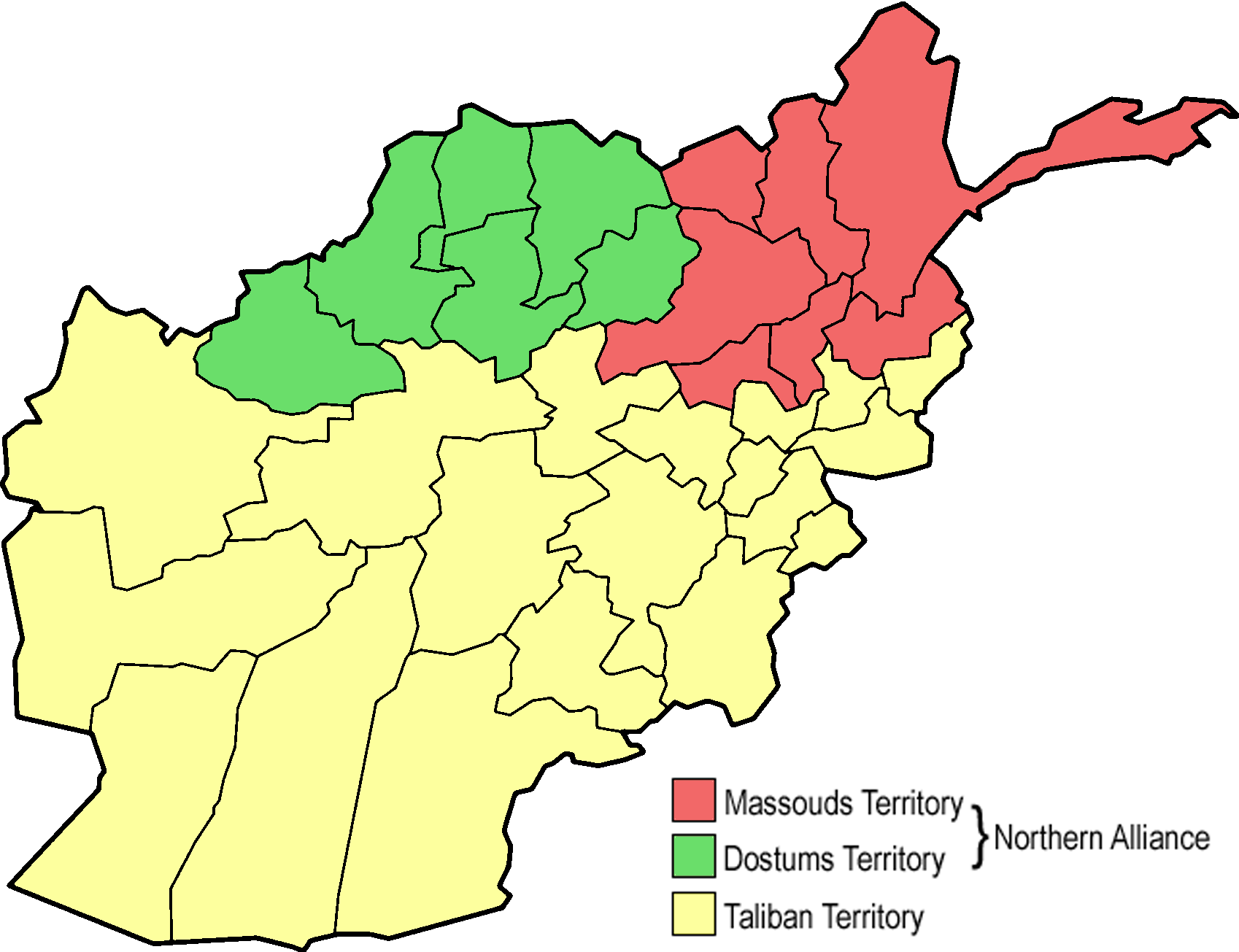
Carte de la situation en Afghanistan en 1996 : territoires d'Ahmad Shah Massoud (en rouge), d'Abdul Rashid Dostum (en vert) et des talibans (en jaune).

Les talibans imposent aux parties de l'Afghanistan sous leur contrôle leur interprétation de l'islam. Les médecins pour les droits de l'homme (PHR) déclarent : « À la connaissance de PHR, aucun autre régime au monde n'a méthodiquement et violemment contraint la moitié de sa population à une assignation à résidence virtuelle, l'interdisant sous peine de châtiment corporel ». Les femmes sont tenues de porter la burqa, elles sont bannies de la vie publique et n'ont pas accès aux soins de santé et à l'éducation, les fenêtres doivent être couvertes pour qu'elles ne puissent pas être vues de l'extérieur, et elles ne sont pas autorisées à rire sans retenue afin de ne pas être entendue par d'autres. Les talibans, sans véritable tribunal ni audience, coupent les mains ou les bras des personnes accusés de vol. Les tueurs à gages talibans surveillent les rues, procédant à des passages à tabac publics arbitraires et brutaux.
Les talibans commencent à préparer des offensives contre les zones restantes contrôlées par Massoud et Dostum. Les anciens ennemis répondent en s'alliant pour former le Front uni (Alliance du Nord) contre les talibans. En plus des forces à prédominance tadjike de Massoud et des forces ouzbèkes de Dostum, le Front uni comprend des factions Hazara et des forces pachtounes sous la direction de commandants tels qu'Abdul Haq ou Haji Abdul Qadeer (en). Les hommes politiques éminents du Front uni sont le Premier ministre afghan Abdul Rahim Ghafoorzai (en) et le ministre des Affaires étrangères du Front uni Abdullah Abdullah. De la conquête talibane en 1996 jusqu'en novembre 2001, le Front uni contrôle environ 30 % de la population afghane dans des provinces telles que Badakhchan, Kapissa, Takhar et certaines parties de Parwan, Kounar, Nouristan, Laghman, Samangan, Kondoz, Ghōr et Bamiyan.

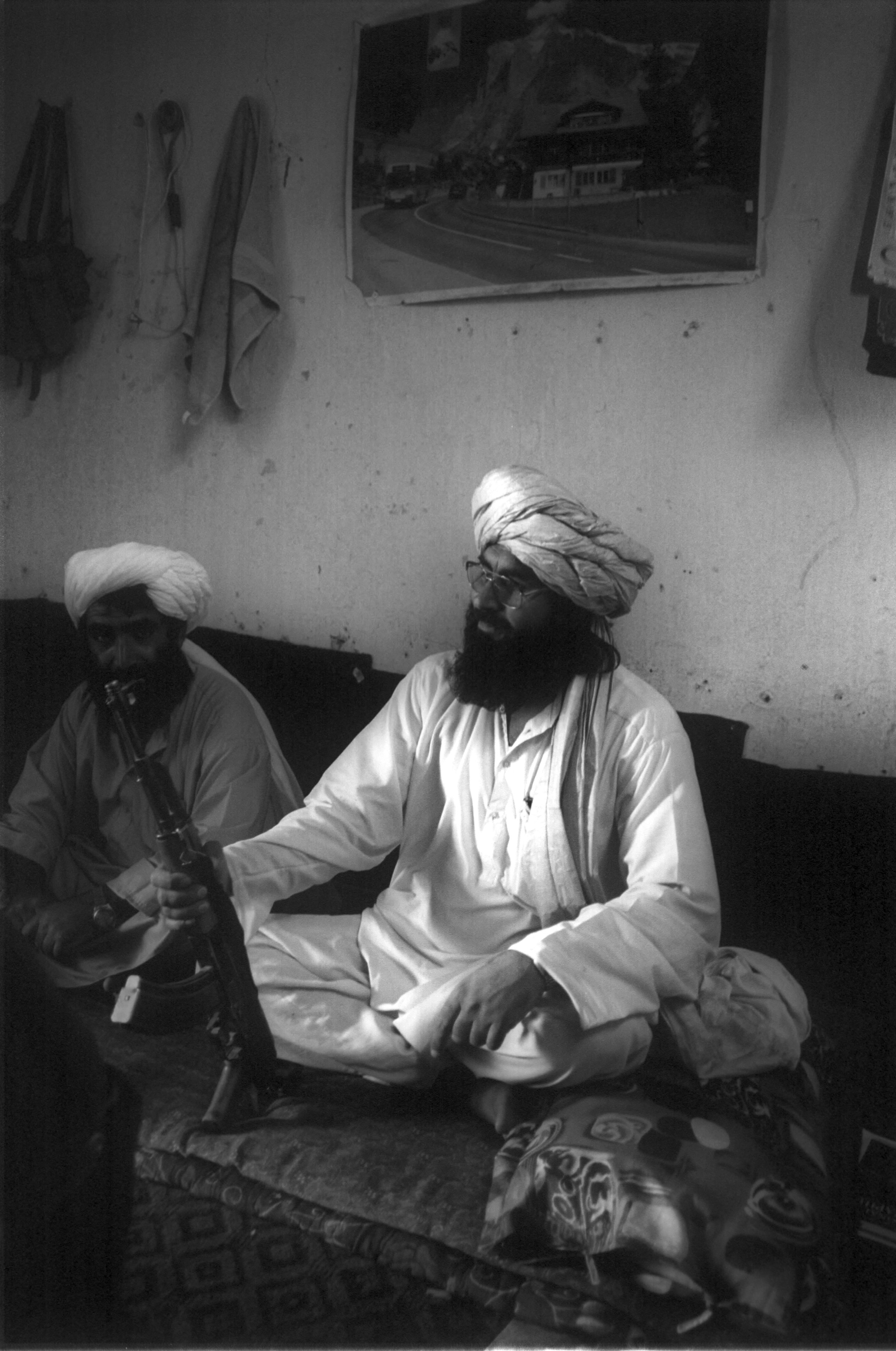
Garde-frontière taliban en 2001.

Selon un rapport de 55 pages des Nations unies, les talibans, tout en essayant de consolider leur contrôle sur le nord et l'ouest de l'Afghanistan, commettent des massacres systématiques contre des civils,. Les responsables de l'ONU dénombrent au moins 15 massacres entre 1996 et 2001,. Ils déclarent que « ceux-ci sont quasi systématiques et qu'ils remontent tous au ministère de la Défense [taliban] ou au mollah Omar lui-même »,. Dans un effort majeur pour reprendre les plaines de Shomali, les talibans tuent des civils sans discernement, tout en déracinant et en expulsant la population. Kamal Hossein, reporter spécial pour l'ONU, rend compte de ces crimes de guerre et d'autres. Lors de la prise de Mazâr-e Charîf en 1998, environ 4 000 civils sont exécutés par les talibans et de nombreux autres auraient été torturés,. Les talibans ciblent particulièrement les personnes d'origine religieuse chiite ou hazara,. Parmi les personnes tuées à Mazari-i-Sharif figurent plusieurs diplomates iraniens. D'autres sont kidnappés par les talibans, déclenchant une crise des otages qui a failli dégénérer en une guerre à grande échelle, avec 150 000 soldats iraniens massés à la frontière afghane à un moment donné. Il est admis plus tard que les diplomates ont été tués par les talibans et leurs corps renvoyés en Iran.
Les documents révèlent également le rôle des troupes de soutien arabes et pakistanaises dans ces tueries,. La soi-disant brigade 055 d'Oussama ben Laden est responsable des massacres de civils afghans. Le rapport des Nations unies cite des témoins oculaires dans de nombreux villages décrivant des combattants arabes portant de longs couteaux utilisés pour trancher la gorge et égorger les victimes,.

### Rôle des forces armées pakistanaises
L'Inter-Services Intelligence (ISI) pakistanais désire que les moudjahidines établissent un gouvernement en Afghanistan. Le directeur général de l'ISI, Hamid Gul, est intéressé par une révolution islamique qui transcendera les frontières nationales, non seulement en Afghanistan et au Pakistan mais aussi en Asie centrale. Pour mettre en place le gouvernement moudjahidine proposé, Gul ordonne un assaut sur Jalalabad avec l'intention de l'utiliser comme capitale du nouveau gouvernement que le Pakistan souhaite établir en Afghanistan. Les talibans sont largement financés par l'ISI en 1994,,,,,,,. L'ISI utilise les talibans pour établir un régime en Afghanistan qui sera favorable au Pakistan, car essayant de gagner en profondeur stratégique,,,. Depuis la création des talibans, l'ISI et l'armée pakistanaise ont apporté un soutien financier, logistique et militaire,,.
Selon l'expert pakistanais afghan Ahmed Rashid, « entre 1994 et 1999, environ 80 000 à 100 000 Pakistanais se sont entraînés et ont combattu en Afghanistan » aux côtés des talibans. Selon Peter Tomsen, des militaires pakistanais et des officiers de l'ISI ainsi que des milliers de membres réguliers des forces armées pakistanaises ont été impliqués dans les combats en Afghanistan. Rien qu'en 2001, selon plusieurs sources internationales, 28 000 à 30 000 ressortissants pakistanais, 14 000 à 15 000 talibans afghans et 2 000 à 3 000 militants d'Al-Qaïda se battent contre les forces anti-talibans en Afghanistan en tant que force militaire d'environ 45 000 hommes,,,. Le président pakistanais Pervez Musharraf – puis en tant que chef d'état-major de l'armée – est chargé d'envoyer des milliers de Pakistanais combattre aux côtés des talibans et de Ben Laden contre les forces de Massoud,,,. Sur les quelque 28 000 ressortissants pakistanais combattant en Afghanistan, 8 000 sont des militants recrutés dans des madrassas remplissant les rangs réguliers des talibans. Un document de 1998 du département d'État américain confirme que « 20 à 40 % des soldats talibans [réguliers] sont pakistanais ». Le document indique en outre que les parents de ces ressortissants pakistanais « ne savent rien de l'engagement militaire de leur enfant avec les talibans jusqu'à ce que leurs corps soient ramenés au Pakistan ». Selon le rapport du Département d'État américain et les rapports de Human Rights Watch, les autres ressortissants pakistanais combattant en Afghanistan sont des soldats pakistanais réguliers, en particulier du Frontier Corps, mais également de l'armée pakistanaise, qui apportent un soutien direct au combat,.

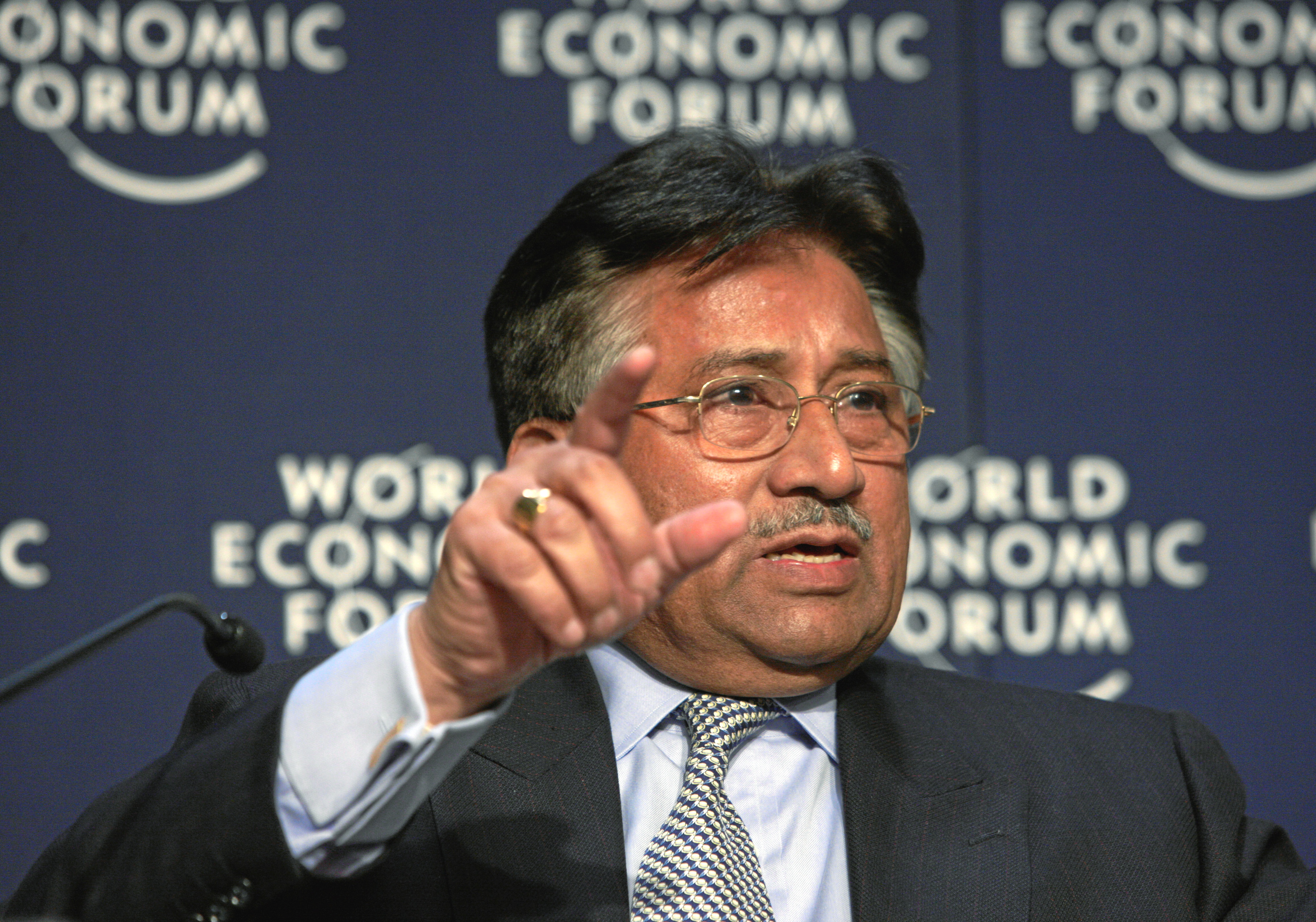
L'ancien président pakistanais Pervez Musharraf a déployé plus de troupes contre le Front uni d'Ahmed Chah Massoud que les talibans afghans.

En 2000, Human Rights Watch écrit : « De toutes les puissances étrangères impliquées dans les efforts pour soutenir et manipuler les combats en cours [en Afghanistan], le Pakistan se distingue à la fois par la portée de ses objectifs et l'ampleur de ses efforts, qui comprennent la sollicitation de fonds pour les talibans, le financement des opérations des talibans, la fourniture d'un soutien diplomatique en tant qu'émissaires virtuels des talibans à l'étranger, l'organisation de la formation des combattants talibans, le recrutement de main-d'œuvre qualifiée et non qualifiée servir dans les armées talibanes, planifier et diriger des offensives, fournir et faciliter les expéditions de munitions et de carburant, et ... fournir directement un soutien au combat ».
Le 1er août 1997, les talibans lancent une attaque contre Chéberghân, la principale base militaire de Dostum. La raison pour laquelle l'attaque a réussi est la participation de 1 500 commandos pakistanais, l'armée de l'air pakistanaise y a également apporté son soutien. En 1998, l'Iran accuse les troupes pakistanaises de crimes de guerre à Bâmiyân et affirme que des avions de combat pakistanais ont, en soutien aux talibans, bombardé le dernier bastion chiite d'Afghanistan,. La même année, la Russie déclare que le Pakistan est responsable de « l'expansion militaire » des talibans dans le nord de l'Afghanistan en envoyant un grand nombre de soldats pakistanais dont certains ont ensuite été faits prisonniers par le Front uni anti-talibans.
En 2000, le Conseil de sécurité de l'ONU impose un embargo sur les armes contre le soutien militaire aux talibans, les responsables de l'ONU ciblant explicitement le Pakistan. Le secrétaire général de l'ONU critique implicitement le Pakistan pour son soutien militaire, et le Conseil de sécurité « exprime sa profonde détresse face aux informations faisant état de l'implication dans les combats, du côté taliban, de milliers de ressortissants non afghans, dont certains n'ont même pas 14 ans ». En juillet 2001, plusieurs pays, dont les États-Unis, accusent le Pakistan de « violation des sanctions de l'ONU en raison de son aide militaire aux talibans ». Les talibans obtiennent également des ressources financières du Pakistan. Rien qu'en 1997, après la prise de Kaboul par les talibans, le Pakistan donne 30 millions de dollars d'aide et 10 millions de dollars supplémentaires pour les salaires du gouvernement.
En 2000, les services de renseignement britanniques signalent que l'ISI joue un rôle actif dans plusieurs camps d'entraînement d'Al-Qaïda. L'ISI aide à la construction de camps d'entraînement pour les talibans et Al-Qaïda,,. De 1996 à 2001, Al-Qaïda d'Oussama Ben Laden et d'Ayman al-Zawahiri deviennent un État au sein de l'État taliban. Ben Laden envoie des militants arabes et centrasiatiques d'Al-Qaïda rejoindre la lutte contre le Front uni, dont sa brigade 055,.

### Résistance anti-talibans

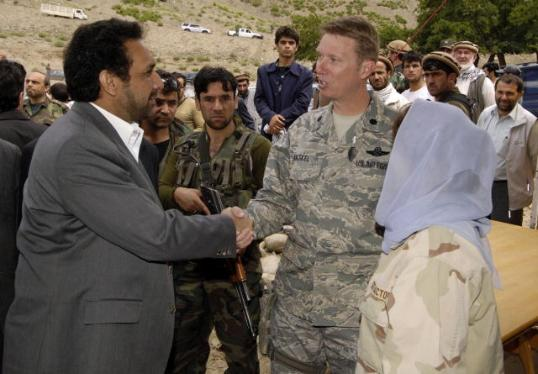
Ahmed Zia Massoud (à gauche), le frère du chef anti-taliban Ahmad Shah Massoud.

Dostum et ses forces sont vaincus par les talibans en 1998. Dostum est contraint à l'exil. Massoud devient alors le seul dirigeant à rester en Afghanistan et à pouvoir défendre de vastes parties de sa région contre les talibans. Dans les zones sous son contrôle, Massoud met en place des institutions démocratiques et signe la Déclaration des droits de la femme. Dans la région qu'il contrôle, les femmes et les filles ne sont pas tenues de porter la burqa afghane, elles sont autorisés à travailler et à aller à l'école. Dans au moins deux cas connus, Massoud est personnellement intervenu contre des cas de mariage forcé. Pour lui, il n'y a rien de pire que de traiter une personne comme un objet. Il déclare : « C'est notre conviction et nous croyons que les hommes et les femmes sont créés par le Tout-Puissant. Les deux ont des droits égaux. Les femmes peuvent poursuivre des études, les femmes peuvent poursuivre une carrière et les femmes peuvent jouer un rôle dans la société, tout comme les hommes ».
Dans Massoud: From Warrior to Statesman, l'auteur Pepe Escobar écrit : « Massoud est catégorique sur le fait qu'en Afghanistan, les femmes ont subi l'oppression pendant des générations. Il dit que « l'environnement culturel du pays étouffe les femmes. Mais les talibans exacerbent cela avec l'oppression. Son projet le plus ambitieux est de briser ce préjugé culturel et ainsi donner plus d'espace, de liberté et d'égalité aux femmes — elles auront les mêmes droits que les hommes ». Bien qu'affirmant sa conviction que les hommes et les femmes sont égaux et doivent jouir des mêmes droits, il doit également faire face aux traditions afghanes qui, selon lui, nécessiteront une génération ou plus pour être surmontées. Selon lui, cela ne peut se faire que par l'éducation. Humayun Tandar, qui a participé en tant que diplomate afghan à la Conférence internationale sur l'Afghanistan de 2001 à Bonn, déclare que « les restrictions de langue, d'ethnie, de région sont [également] étouffantes pour Massoud. C'est pourquoi... il a voulu créer une unité qui puisse dépasser la situation dans laquelle nous nous trouvions et nous trouvons encore à ce jour ». Cela s'applique aussi aux restrictions de la religion. Jean-José Puig décrit comment Massoud dirige souvent la prière avant un repas ou demande parfois à ses compatriotes musulmans de la diriger, mais n'hésite pas non plus à demander à un ami chrétien Jean-José Puig ou au professeur Michael Barry de l'université juive de Princeton : « Jean-José, nous croyons au même Dieu. S'il vous plaît, dites-nous la prière avant le déjeuner ou le dîner dans votre propre langue ».
Human Rights Watch ne cite aucun crime contre les droits humains pour les forces sous le contrôle direct de Massoud pour la période allant d'octobre 1996 jusqu'à l'assassinat de Massoud en septembre 2001. Un million de personnes ont fui les talibans, dont beaucoup dans la région de Massoud,. Dans son documentaire Inside the Taliban, National Geographic déclare : « La seule chose qui s'oppose aux futurs massacres des talibans est Ahmad Shah Massoud ». Les talibans lui ont offert à plusieurs reprises une position de pouvoir pour lui faire arrêter sa résistance, mais celui-ci a toujours refusé. Il l'explique dans une interview : « Les talibans me disent : 'Venez accepter le poste de Premier ministre et soyez avec nous', et ils garderont la plus haute fonction du pays, la présidence. Mais à quel prix ? ! La différence entre nous concerne principalement notre façon de penser les principes mêmes de la société et de l'État. Nous ne pouvons pas accepter leurs conditions de compromis, sinon nous devrions renoncer aux principes de la démocratie moderne. Nous sommes fondamentalement contre le système appelé « l'Emirat d'Afghanistan ». Dans une autre interview, il aurait déclaré : « Il doit y avoir un Afghanistan où chaque Afghan se trouve heureux. Et je pense que cela ne peut être assuré que par une démocratie basée sur le consensus ». Avec ses propositions de paix, Massoud veut convaincre les talibans de se joindre à un processus politique menant à des élections démocratiques à l'échelle nationale dans un avenir prévisible. Massoud déclare : « Les talibans ne sont pas une force à considérer comme invincibles. Ils sont maintenant éloignés du peuple. Ils sont plus faibles que par le passé. Il n'y a que l'aide apportée par le Pakistan, Oussama ben Laden et d'autres groupes extrémistes qui maintiennent les talibans debout. Avec l'arrêt de cette assistance, il est extrêmement difficile de survivre ».
Au début de 2001, Massoud utilise une nouvelle stratégie de pression militaire locale et d'appels politiques mondiaux. Le ressentiment se rassemble de plus en plus contre le régime taliban depuis la base de la société afghane, y compris les régions pachtounes. Massoud fait connaître leur cause du « consensus populaire, des élections générales et de la démocratie » dans le monde entier. Dans le même temps, il est très prudent de ne pas relancer le gouvernement défaillant de Kaboul du début des années 1990. En 1999, il commence à former des forces de police spécifiquement pour maintenir l'ordre et protéger la population civile, au cas où le Front uni réussirait. Massoud s'est également adressé au Parlement européen à Bruxelles pour demander à la communauté internationale de fournir une aide humanitaire au peuple afghan. Il déclare que les talibans et Al-Qaïda ont introduit « une perception très erronée de l'islam » et que sans le soutien du Pakistan et de Ben Laden, les talibans ne seront pas en mesure de poursuivre leur campagne militaire jusqu'à un an. Lors de cette visite en Europe, il avertit également que ses services de renseignement ont recueilli des informations sur l'imminence d'une attaque à grande échelle sur le sol américain,. La présidente du Parlement européen, Nicole Fontaine, le qualifie de « pôle de la liberté en Afghanistan ».
Le 9 septembre 2001, Massoud est la cible d'un attentat-suicide par deux Arabes se faisant passer pour des journalistes à Khwaja Bahauddin dans la province de Takhar,. Il meurt dans un hélicoptère qui l'emmenait à l'hôpital. Les funérailles, bien que dans une zone plutôt rurale, sont suivies par des centaines de milliers de personnes en deuil. Ce n'est pas la première fois qu'Al-Qaïda, les talibans, l'ISI pakistanais — et avant eux le KGB soviétique, le KHAD communiste afghan et Hekmatyar — tentent d'assassiner Massoud. Il survécut à d'innombrables tentatives d'assassinat sur une période de 26 ans. La première tentative est menée par Hekmatyar et deux agents pakistanais de l'ISI en 1975, alors que Massoud n'a que 22 ans. Au début de 2001, des assassins potentiels d'Al-Qaïda sont capturés par les forces de Massoud alors qu'ils tentent d'entrer sur son territoire.

### Liens avec le 11-Septembre
L'assassinat de Massoud est considéré comme ayant un lien étroit avec les attentats du 11 septembre 2001 contre les États-Unis, qui ont tué près de 3 000 personnes et qui semblent être l'attaque terroriste contre laquelle Massoud avait mis en garde dans son discours au Parlement européen plusieurs mois plus tôt.
John P. O'Neill est un expert de la lutte contre le terrorisme et le directeur adjoint du FBI jusqu'à la fin de 2001. Il prend sa retraite du FBI et se voit offrir le poste de directeur de la sécurité au World Trade Center (WTC). Il prend ce poste deux semaines avant le 11 septembre. Le 10 septembre 2001, O'Neill aurait dit à deux de ses amis : « Nous sommes attendus. Et nous sommes attendus pour quelque chose de grand. [...] Certaines choses se sont passées en Afghanistan (faisant référence à l'assassinat de Massoud). Je n'aime pas la façon dont les choses se déroulent en Afghanistan. [...] Je sens un changement, et je pense que les choses vont arriver [...] bientôt ». O'Neill meurt lors de l’effondrement de la tour Sud.
Après les attentats terroristes du 11 septembre 2001, les troupes du Front uni de Massoud, avec le soutien aérien américain, évincent les talibans du pouvoir à Kaboul dans le cadre de l'opération Enduring Freedom. En novembre et décembre 2001, le Front uni prend le contrôle d'une grande partie du pays et joue un rôle crucial dans l'établissement du gouvernement intérimaire post-taliban de Hamid Karzai fin 2001.

## République islamique et OTAN

### Intervention dirigée par les Américains

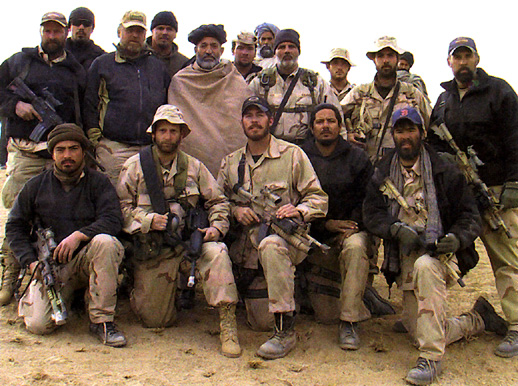
Forces spéciales américaines ODA 574 avec Hamid Karzai lors de l'invasion américaine de l'Afghanistan en octobre 2001.

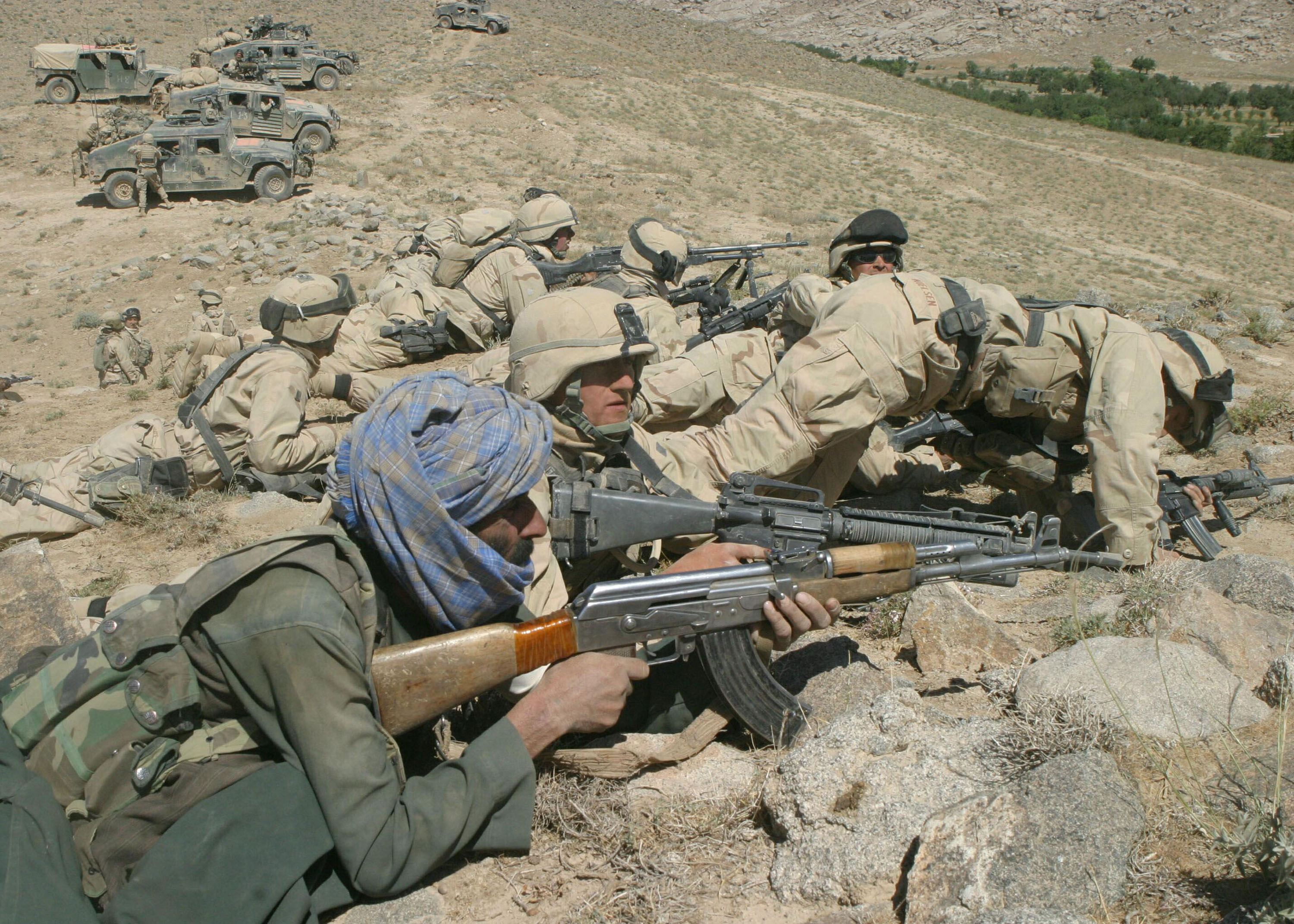
Marines américains du 1er bataillon du 6e régiment de Marines et un chasseur allié près de Siah Chub Kalay lors de l'opération Asbury Park en 2004.

La guerre menée par les États-Unis en Afghanistan débute le 7 octobre 2001, sous le nom d'opération Enduring Freedom. Elle est conçue pour capturer ou tuer Oussama ben Laden et les militants d'Al-Qaïda, ainsi que pour remplacer les talibans par un gouvernement favorable aux États-Unis. La doctrine Bush déclare que, en tant que politique, elle ne fera pas de distinction entre Al-Qaïda et les nations qui les abritent. Plusieurs dirigeants afghans sont invités en Allemagne en décembre 2001 pour l'accord de Bonn parrainé par l'ONU, qui doit rétablir la stabilité et la gouvernance dans leur pays. Dans un premier temps, l'Administration transitoire afghane est formée et installée le 22 décembre. Présidé par Hamid Karzaï, il compte 30 dirigeants et comprend une Cour suprême, une Administration intérimaire et une Commission spéciale indépendante.

#### Formation de la République islamique

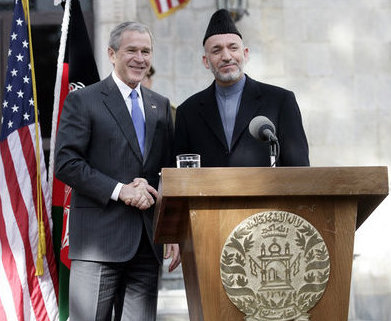
Le président américain George W. Bush et Hamid Karzai au palais présidentiel de Kaboul, en Afghanistan.

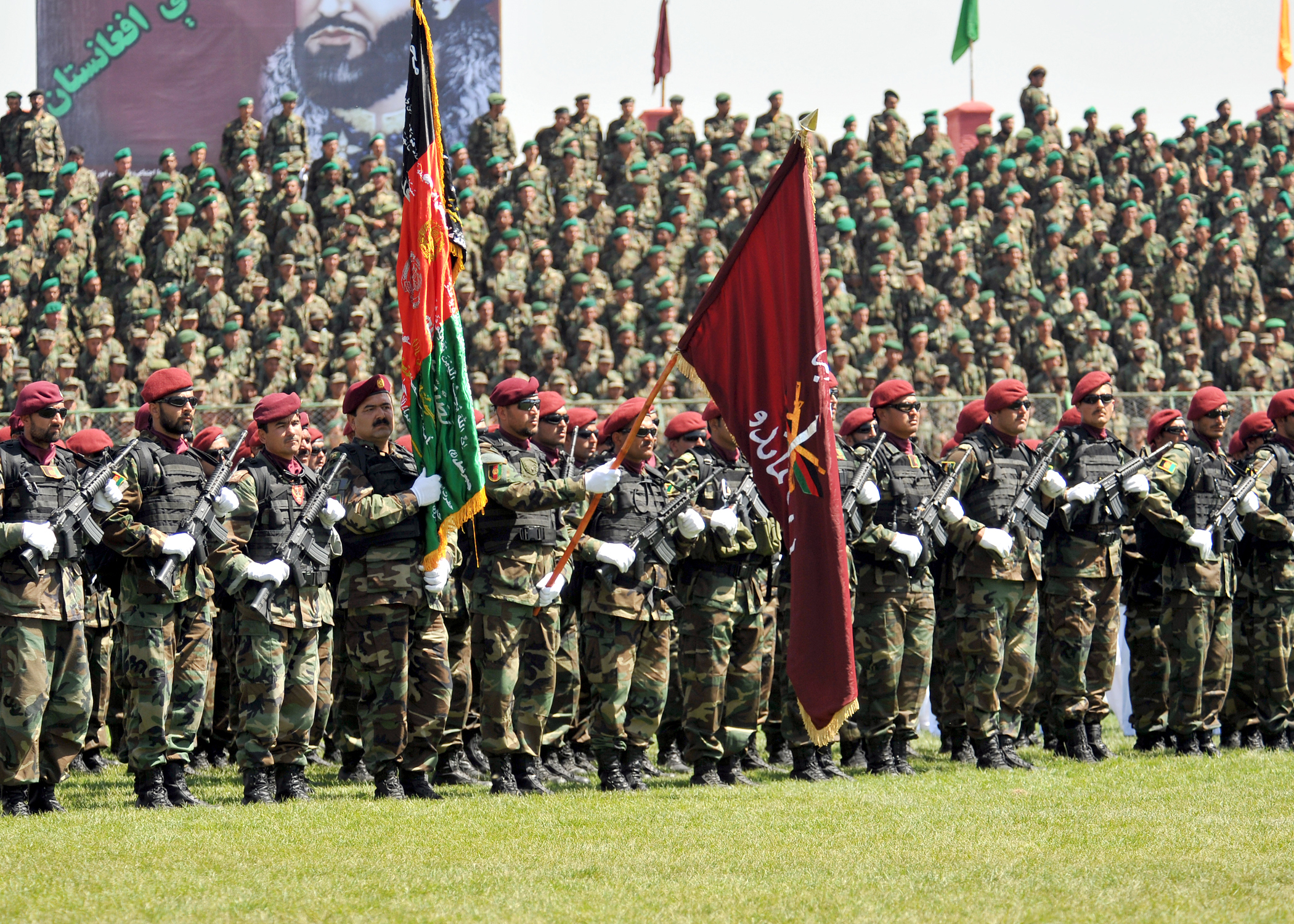
Soldats de l'armée nationale afghane, dont la brigade commando de l'ANA, au garde-à-vous.

Une loya jirga (grande assemblée) est convoquée en juin 2002 par l'ancien roi Zahir Shah, revenu d'exil après 29 ans. Karzai est élu président pour les deux ans de la jirga, au cours de laquelle l'Autorité intérimaire afghane est également remplacée par l'État islamique transitoire d'Afghanistan (TISA). Une loya jirga constitutionnelle se tient en décembre 2003, adoptant la constitution de 2004, avec une forme de gouvernement présidentiel et une législature bicamérale. Karzai est élu lors de l'élection présidentielle de 2004, puis remporte un second mandat lors de l'élection présidentielle de 2009. Les élections législatives de 2005 (en) et de 2010 sont également couronnées de succès.
Entre-temps, le processus de reconstruction de l'Afghanistan commence en 2002. Plus de 14 000 projets de reconstruction sont établis, tels que le barrage de Kajaki et le barrage de Salma. Bon nombre de ces projets sont supervisés par les équipes provinciales de reconstruction. Le Fonds fiduciaire pour la reconstruction de l'Afghanistan de la Banque mondiale est créé en 2002, financé par 24 pays donateurs internationaux et dépense plus de 1,37 milliard de dollars en 2007. Environ 30 milliards de dollars sont fournis par la communauté internationale pour la reconstruction de l'Afghanistan, la plupart provenant des États-Unis. En 2002, la communauté mondiale alloue 4 milliards de dollars lors de la conférence de Tokyo, suivis de 4 milliards de dollars supplémentaires en 2004. En février 2006, 10,5 milliards de dollars sont engagés pour l'Afghanistan lors de la conférence de Londres et 11 milliards de dollars des États-Unis au début de 2007. Malgré ces vastes investissements de la communauté internationale, les résultats de l'effort de reconstruction sont mitigés. La mise en œuvre des projets de développement sera souvent gâchée par un manque de coordination, de connaissance des conditions locales et de bonne planification de la part des donateurs internationaux ainsi que par la corruption et l'inefficacité des responsables gouvernementaux afghans. Aux niveaux provincial et national, des projets tels que le programme de solidarité nationale, la construction de routes interprovinciales et la refonte des services de santé ruraux menée par les États-Unis rencontreront plus de succès.

### Impasse

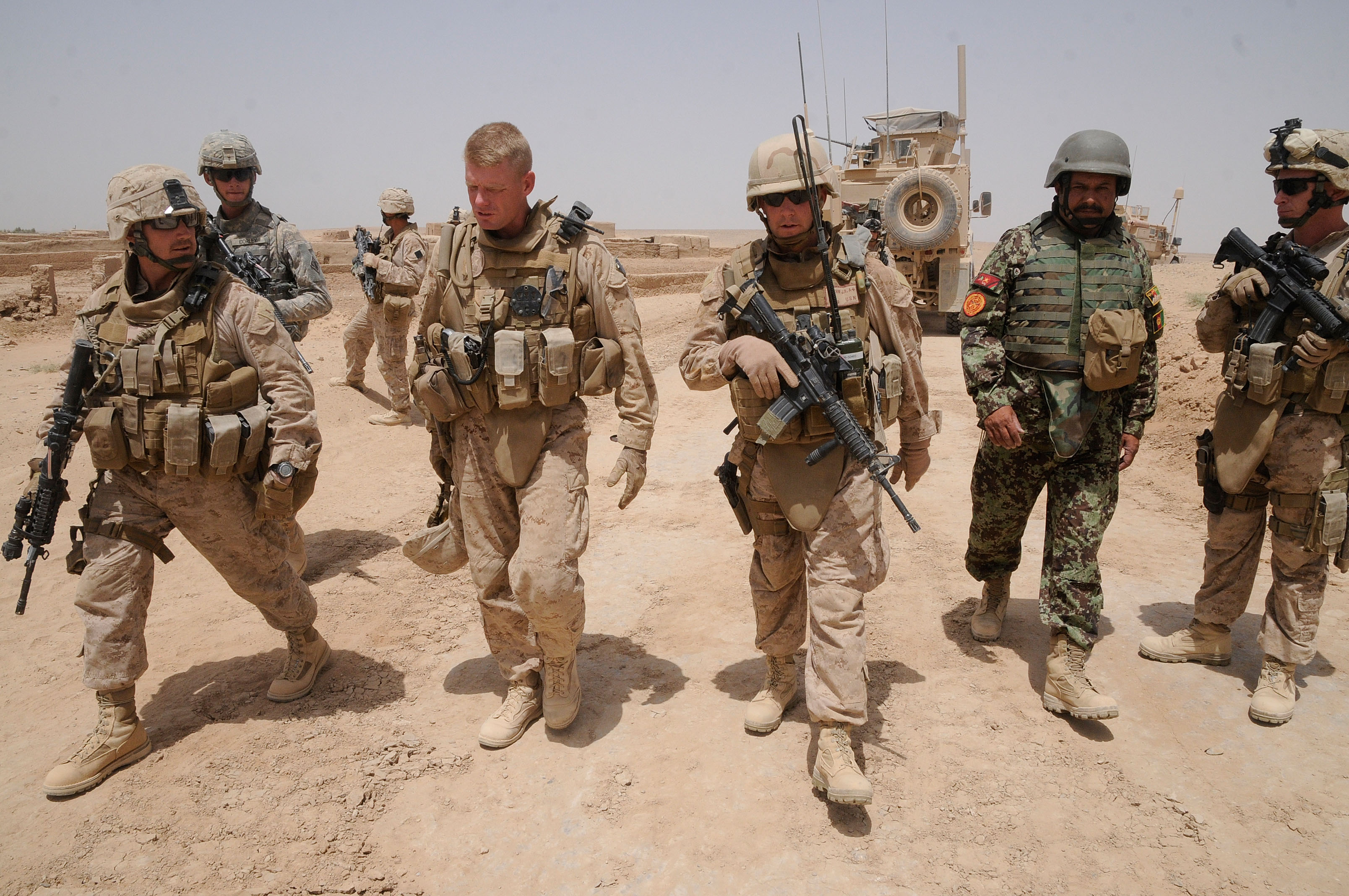
Troupes américaines et afghanes en 2010.

L'OTAN et les troupes afghanes mènent de nombreuses offensives contre les talibans au cours de cette période. En 2009, un gouvernement fantôme dirigé par les talibans commence à se former, avec sa propre version du tribunal de médiation. En 2010, le président américain Barack Obama déploie 30 000 soldats supplémentaires sur une période de six mois et propose de commencer le retrait des troupes d'ici 2012. Lors de la Conférence internationale sur l'Afghanistan de 2010 à Londres, Karzai déclare qu'il a l'intention de tendre la main aux dirigeants talibans (dont Mohammad Omar, Seraj Haqqani et Gulbuddin Hekmatyar). Soutenu par de hauts responsables américains, Karzai appelle les dirigeants du groupe à participer à une réunion de la loya jirga pour lancer des pourparlers de paix. Selon le Wall Street Journal, ces mesures ont d'abord été réciproques avec une intensification des bombardements, des assassinats et des embuscades.
De nombreux groupes afghans (dont l'ancien chef du renseignement Amrullah Saleh et le chef de l'opposition, le Dr Abdullah Abdullah) pensent que le plan de Karzai vise à apaiser les hauts dirigeants des insurgés au détriment de la constitution démocratique, du processus démocratique et des progrès dans le domaine des droits de l'homme, notamment les droits des femmes. Abdullah déclare : « Je dois dire que les talibans ne se battent pas pour être logés. Ils se battent pour renverser l'État. C'est donc un exercice futile, et c'est juste trompeur. [...] Il y a des groupes qui se battront jusqu'à la mort. Que nous aimions ou pas leur parler, ils continueront à se battre. Donc, pour eux, je ne pense pas que nous ayons une voie à suivre avec des pourparlers ou des négociations ou des contacts ou quoi que ce soit de ce genre. Ensuite, nous devons être prêts à les affronter et à les gérer militairement. En ce qui concerne les talibans sur le terrain, il existe de nombreuses possibilités et opportunités qui, avec l'aide des habitants de différentes régions du pays, nous pouvons les attirer dans le processus de paix ; à condition de créer un environnement favorable de ce côté-ci de la ligne. À l'heure actuelle, les gens abandonnent leur soutien au gouvernement à cause de la corruption. Cette attente n'est donc pas non plus réaliste à ce stade ».
Selon un rapport des Nations unies, les talibans sont responsables de 76 % des victimes civiles en 2009. L'Afghanistan a du mal à se reconstruire tout en faisant face aux conséquences de 30 ans de guerre, à la corruption parmi les politiciens de haut rang et à l'insurrection talibane qui, selon différents instituts scientifiques tels que la London School of Economics, de hauts responsables internationaux, comme l'ancien président américain du chef d'état-major interarmées, l'amiral Michael Mullen, croyait que les talibans sont soutenus par l'ISI,.
Fin juillet 2010, les Pays-Bas deviennent le premier pays de l'OTAN à mettre fin à sa mission de combat en Afghanistan après 4 ans de déploiement militaire, dont la période d'hostilités la plus intense. Le pays retire ses 1 900 soldats. Le Conseil de l'Atlantique décrit la décision comme politiquement importante car elle intervient à un moment où le nombre de victimes et les doutes sur l'issue de la guerre augmentent ». Le Canada retire ses troupes en 2011, mais a déployé environ 900 soldats pour l'entraînement des soldats afghans jusqu'à la prise du pouvoir par les talibans en 2021,.
En février 2012, un petit nombre de militaires américains brûlent plusieurs exemplaires du Coran. Certains Afghans réagissent en organisant des manifestations massives et des émeutes à Kaboul et dans d'autres régions. Les assaillants tuent plusieurs militaires américains, dont deux officiers dans le bâtiment du ministère de l'Intérieur à la suite de cet événement. Le 11 mars 2012, un soldat américain, Robert Bales, tue 16 civils lors du massacre de Kandahar.
Selon l'ISAF, environ 120 000 soldats sont dirigés par l'OTAN en Afghanistan en décembre 2012, dont 66 000 sont des soldats américains et 9 000 britanniques. Les autres proviennent de 48 pays. Un processus de passation du pouvoir aux forces locales débute et, selon les plans, la majorité des troupes internationales doivent quitter le pays en 2014. Le 24 novembre 2013, Karzai organise une loya jirga et impose une interdiction des perquisitions à domicile de l'OTAN. Cette interdiction est mise en place et les soldats de l'OTAN reçoivent l'ordre de s'y conformer. En décembre 2013, une perquisition dans une maison de la province de Zaboul est exceptionnellement menée par deux soldats de l'OTAN. Karzai condamne cette action dans un discours très médiatisé. Le 3 janvier 2014, l'explosion d'une bombe est entendue par des soldats de l'OTAN dans une base à Kaboul ; il n'y a aucune victime ou blessé signalé. Le lendemain, une bombe frappe une base militaire américaine à Kaboul et tue un citoyen américain. La bombe est posée par les talibans et le militaire américain fut la première victime au combat en Afghanistan cette année-là. Les talibans revendiquent immédiatement l'attentat.

### Négociations de paix
Le 1er mai 2015, les médias rapportent une réunion prévue au Qatar entre les insurgés talibans et les artisans de la paix, y compris les Karzai, sur la fin de la guerre,. En 2016, le gouvernement signe un accord de paix avec le Hezb-e Islami de Hekmatyar, qui est à l'époque le deuxième plus grand insurgé anti-gouvernemental après les talibans. L'accord s'avéra controversé et plusieurs secteurs de la société afghane ont protesté contre lui en raison des crimes de guerre présumés des Hekmatyar.
Les tensions entre les États-Unis et le Pakistan s'aggravent lorsque le président américain Donald Trump accuse le Pakistan d'héberger les talibans. Le président afghan Ashraf Ghani propose des pourparlers de paix inconditionnels aux talibans, leur offrant un statut légal en tant que parti politique régulier, parallèlement à la libération des prisonniers talibans. Plus de 20 nations et organisations soutiennent l'accord, mais il est rejeté par les talibans qui refusent de négocier avec le gouvernement afghan. Les talibans insistent pour ne négocier directement qu'avec les États-Unis et seulement après un retrait complet des troupes américaines — la demande qui sera rejetée par les États-Unis.
Un cessez-le-feu sans précédent de trois jours est négocié en 2018 autour des célébrations de l'Aïd el-Fitr, les membres talibans s'approchant et parlant ouvertement aux civils et aux forces gouvernementales. Le cessez-le-feu est largement célébré et Ghani annonce qu'il sera prolongé de dix jours, certains dirigeants de la société appelant à le rendre permanent. Les talibans, cependant, rejettent cette idée et relancent leur campagne militaire contre le gouvernement à la fin de la période initiale de trois jours.
Alors que le gouvernement afghan tombe dans un différend majeur sur l'élection présidentielle de 2019, au cours de laquelle Ghani et son rival Abdullah Abdullah revendiquent la victoire, un accord de partage du pouvoir entre les deux hommes est signé, qui confie la responsabilité des négociations de paix au dernier.

#### Accord de Doha

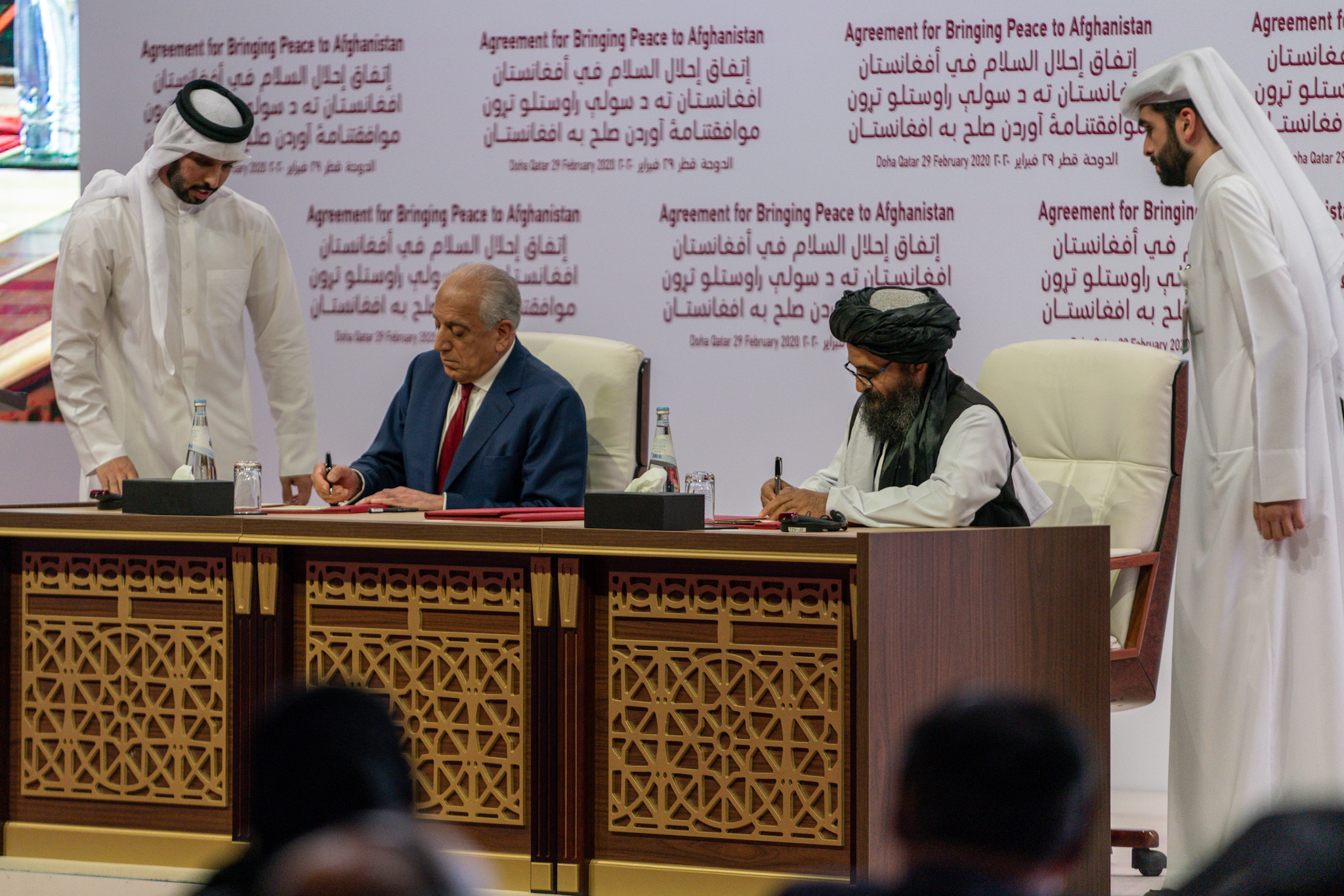
Le représentant américain Zalmay Khalilzad (à gauche) et le représentant taliban Abdul Ghani Baradar (à droite) signent l'accord de Doha au Qatar en 2020.

Finalement, et après plusieurs années de négociations, l'administration Trump conclut un accord majeur avec les talibans en 2020, connu sous le nom d'accord de Doha. L'accord prévoit un retrait complet mais échelonné des États-Unis d'Afghanistan en échange d'un engagement des talibans de ne pas permettre à Al-Qaïda de se rétablir dans le pays et de s'engager dans des pourparlers avec le gouvernement afghan (qui n'était pas partie à l'accord). Il exige également que le président afghan libère 5 000 prisonniers talibans en échange de la libération par les talibans de 1 000 soldats afghans captifs. Ghani, n'ayant jamais accepté l'accord, rejette la libération des prisonniers, déclarant qu'il ne s'agit pas d'une prérogative américaine et ajoutant qu'il rejettera toute autre libération comme condition préalable aux pourparlers entre les gouvernements taliban et afghan. Les talibans répondent en réitérant qu'ils n'entameront aucune discussion avec le gouvernement afghan tant que les 5 000 prisonniers n'auront pas été libérés.
La situation entraîne une augmentation des attaques des talibans, le groupe ayant lancé plus de 4 500 attaques contre les forces gouvernementales au cours de la période de 45 jours suivant la signature de l'accord de Doha, soit une augmentation de 70 % par rapport à la même période de l'année précédente. Les États-Unis ayant cessé de mener des frappes aériennes sur des cibles talibanes dans le cadre de l'accord (en échange de l'arrêt des attaques talibanes contre les forces américaines), les pertes talibanes diminuent d'environ les deux tiers au cours de cette période. À la suite de ce qui est décrit comme l'un des combats les plus sanglants en 19 ans, les États-Unis mènent plusieurs frappes aériennes contre le groupe début mars 2020. Ghani accepte de libérer 1 500 prisonniers talibans, à condition que ces prisonniers signent un engagement de ne pas retourner au combat une fois libérés. Les talibans rejettent cette décision, insistant sur la libération complète et inconditionnelle de la liste complète des 5 000 prisonniers. En août, le gouvernement accepte de libérer les 5 000 captifs talibans excepté 400 d'entre eux, accusés de crimes graves contre des civils, appelant une loya jirga pour décider de leur sort. L'assemblée se prononce en faveur de la libération et tous les prisonniers sont alors libérés,. À la suite de ces événements, les premiers pourparlers intra-afghans entre les talibans et le gouvernement afghan ont lieu au Qatar.

### Retrait américain et effondrement de la république islamique

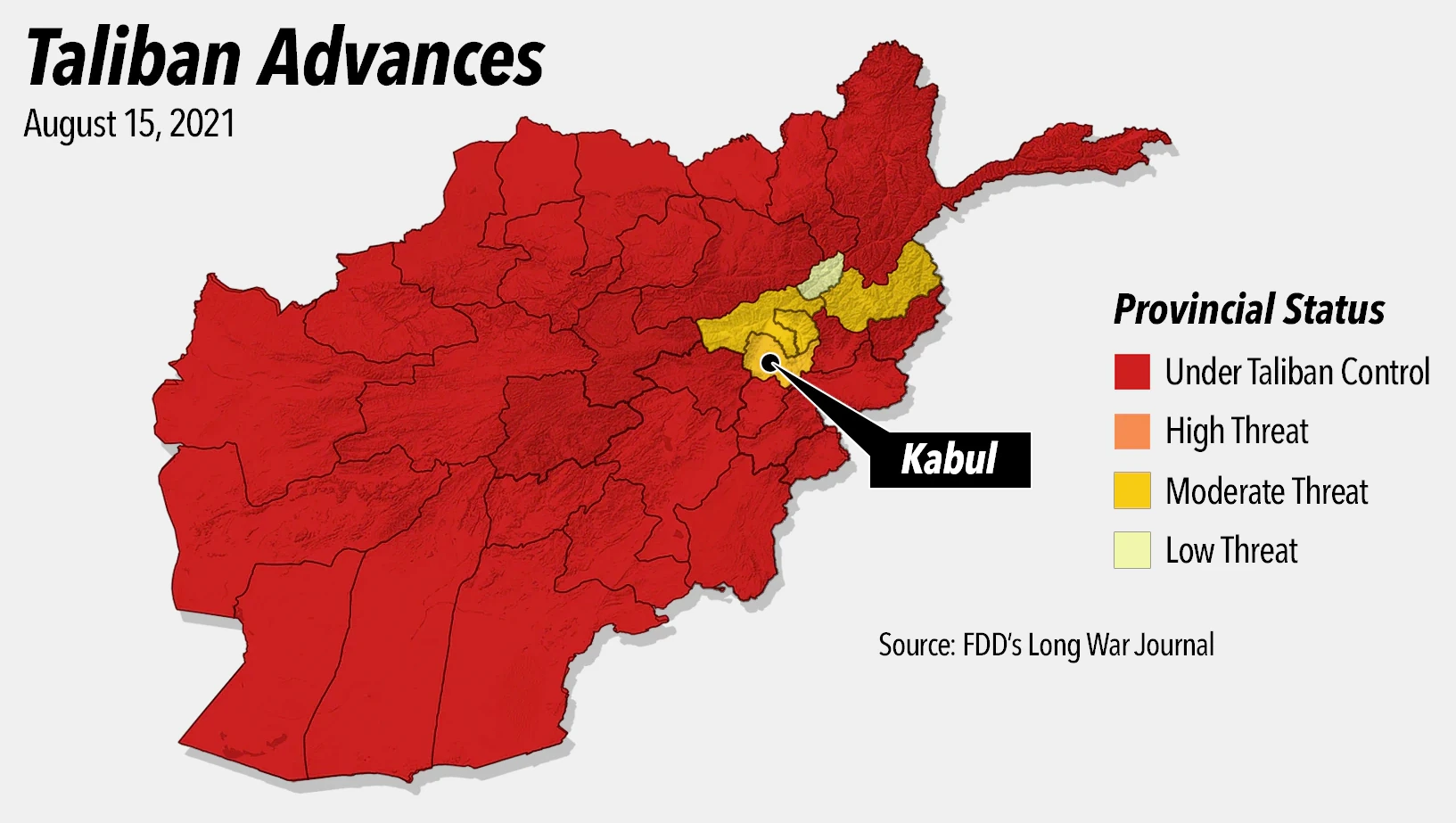
Contrôle taliban de l'Afghanistan lors de l'offensive talibane de 2021 et la prise de Kaboul.

En avril 2021, le nouveau président américain Joe Biden annonce que toutes les troupes américaines se retireront du pays d'ici le 11 septembre 2021, date du 20e anniversaire des attentats du 11-Septembre. Il avance ensuite cette date au 31 août. Alors que les forces américaines commencent à se retirer en mai, les talibans intensifient leurs attaques contre le gouvernement afghan. Le groupe commence d'abord par capturer les zones de campagne pour entourer les capitales régionales, puis prendre ces capitales sans faire face à aucune résistance majeure. La communauté du renseignement des États-Unis avertit en juillet que le gouvernement afghan risquera de s'effondrer 6 à 12 mois après le retrait américain. Biden déclare qu'il ne cessera ni ne retardera le retrait, quelle que soit la situation.
Le 15 août, la quasi-totalité du pays est sous le contrôle des talibans, qui ont déjà encerclé et se préparent à entrer dans la capitale nationale. Ghani fuit le pays vers le Tadjikistan et Kaboul est capturé le même jour, tout l'appareil politique et militaire de la République islamique s'étant effondré,. Le reste des forces de l'OTAN dans le pays occupent l'aéroport international de Kaboul, évacuant des centaines de milliers de militaires et de civils. Lors de leur dernier acte en Afghanistan, les forces de la coalition détruisent ou endommagent la plupart du matériel restant afin d'empêcher qu'il ne tombe entre les mains des talibans, totalisant 75 avions et plus de 100 véhicules et autres équipements, aux côtés des défenses anti-aériennes de l'aéroport, avant de quitter définitivement le pays le 30 août, respectant ainsi le délai de retrait de Biden.
Biden défend sa décision, déclarant qu'il ne souhaite pas prolonger la « guerre éternelle » et reproche aux autorités afghanes de ne pas avoir trouvé de règlement politique et d'avoir fui le pays en ayant conscience que cela entraînera l'effondrement du gouvernement, ajoutant que l'effondrement s'était néanmoins « déroulé plus rapidement que prévu ». Selon Biden, la mission américaine dans le pays n'a jamais été une construction nationale, mais plutôt une anticipation des attaques contre le territoire américain, qu'il considère comme un succès. Après le retrait de la coalition, les forces talibanes capturent l'aéroport et annonce dans la foulée former un nouveau gouvernement.
Malgré l'appel à l'admission de certains réfugiés aux États-Unis après le retrait des troupes de l'OTAN, seul un infime pourcentage d'Afghans vulnérables cherchant à se rendre aux États-Unis dans le cadre d'un programme de réinstallation des réfugiés sont admis aux États-Unis sous le statut de réfugiés selon les critères P-2 par le programme « Priorité 1 » préexistant du Département d'État, avec comme seule option un référement au Haut Commissariat des Nations unies pour les réfugiés ou à une ONG désignée.

## Retour des talibans au pouvoir

### Formation du gouvernement
Lorsque les talibans prennent le contrôle de Kaboul, un conseil de coordination est formé pour transférer le pouvoir aux talibans, composé de l'ancien commandant des moudjahidines et du Hezb-e Islami Gulbuddin Hekmatyar, de l'ancien président Hamid Karzai et du chef politique Abdullah Abdullah. Ces deux derniers ont ensuite rencontré des représentants talibans dans le but affiché d'assurer la sécurité et le retour à la normale dans la capitale. Cependant, il est signalé que les deux ne feront probablement pas partie du futur gouvernement taliban. The New York Times rapporte que Karzai a été contraint de quitter son domicile après le désarmement de ses gardes par les talibans, qui ont pris en charge la sécurité de sa résidence, emménageant plutôt dans la maison d'Abdullah. Selon une source citée par CNN, tous deux ont effectivement été placés en résidence surveillée, leurs coordonnées de sécurité supprimées et à la merci des talibans.

### Soulèvements anti-talibans
Après la victoire des talibans en Afghanistan, le vice-président de la république islamique et opposant de longue date aux talibans, Amrullah Saleh, cite des dispositions de la Constitution afghane de 2004 qui feront de lui le président par intérim du pays. Ce faisant, il fait appel à un sentiment de continuité de la république islamique, qui lui conférera une légitimité politique. Comme Kaboul, aux côtés de la grande majorité de l'Afghanistan, est sous le contrôle des talibans, il s'associe à Ahmad Massoud, fils de l'ancien commandant des moudjahidines Ahmad Shah Massoud, en déclarant le Front national de résistance d'Afghanistan (également connu sous le nom de résistance du Panchir), une coalition anti-talibane basée dans la vallée du Panchir. À son tour, il est reconnu comme président par Massoud, ainsi que par le ministre de la Défense Bismillah Khan Mohammadi (en). Un soulèvement à petite échelle mené par le groupe en août 2021 réussit à chasser les talibans de trois districts, établissant son propre contrôle dans la vallée.
Le front, souvent comparé à l'Alliance du Nord, conclut un cessez-le-feu avec les talibans peu de temps après. Celui-ci ne dure pas longtemps et, début septembre, les talibans lancent un assaut contre la résistance du Panchir. Le 3 septembre, les talibans affirment avoir vaincu la résistance, établissant le contrôle des talibans sur l'intégralité de l'Afghanistan pour la première fois dans l'histoire du pays. Ces affirmations sont rejetées par les forces de résistance, qui à leur tour affirment qu'elles contrôlent toujours une grande partie de leurs positions et combattent activement les talibans. Les combats se poursuivent le lendemain et Mark Milley, président des chefs d'état-major interarmées américains, avertit que la situation pourrait se transformer en une guerre civile à grande échelle.
Dans le même temps, les dirigeants régionaux notables, tel que le Tadjik Atta Muhammad Nur et l'Ouzbek Abdul Rashid Dostum (le commandant de l'ère PDPA qui s'est retourné contre Najibullah en 1991 et ont formé son propre mouvement politique laïc relativement à gauche Junbish, dominé par les Ouzbeks) fuient le pays pour éviter ce qu'ils qualifient de complot lorsque Mazâr-e Charîf tombe aux mains des talibans. Les deux avaient été des rivaux politiques acharnés mais ont décidé d'unir leurs forces face à l'avancée des talibans. Selon Nur, l'équipement local des forces armées a été remis aux talibans dans un « complot lâche » destiné à le piéger lui et Dostum, qui a conduit à la chute de la ville. Les deux se sont joints à d'autres hommes forts et politiciens régionaux pour créer un front de négociations avec les talibans, dans lequel ils espèrent obtenir des concessions du groupe à prédominance pachtoune pour leurs mouvements locaux et leurs ethnies respectives. Les deux déclarent qu'ils n'accepteront jamais une reddition et se prépareront à une résistance armée anti-taliban si les pourparlers échoueront,, avant la chute ultime de la vallée du Panchir aux mains des talibans le lendemain. Saleh et Massoud fuient la capitale du Panchir mais décident de rester dans la province,.

### Incidents transfrontaliers
Des affrontements entre l'Afghanistan et l'Iran éclatent en décembre 2021, chevauchant l'insurrection républicaine en Afghanistan, entre l'Émirat islamique restauré d'Afghanistan et l'Iran à Nimruz au-dessus des points de contrôle frontaliers. Cela aboutit à une victoire de facto des talibans, l'Émirat islamique capturant divers points de contrôle frontaliers. Cependant, les talibans se sont ensuite retirés des points de contrôle et les choses revint au statu quo ante bellum,.

### Lectures complémentaires
- Joseph J. Collins, Understanding War in Afghanistan, Washington, D.C., National Defense University Press, 2011 (ISBN 978-1-78039-924-9, lire en ligne)
- George Friedman, « The 30-Year War in Afghanistan », Geopolitical Weekly, Stratfor, 29 juin 2010
- Chiovenda, Andrea, and Melissa Chiovenda. "The specter of the “arrivant”: hauntology of an interethnic conflict in Afghanistan." Asian Anthropology 17.3 (2018): 165–184.